# Joan Pau II
Karol Józef Wojtyła (hom pronuncia, en polonès, voi-tí-hua), més conegut com a sant Joan Pau II (en llatí: Ioannes Paulus II), (Wadowice, República de Polònia, 18 de maig de 1920 - Ciutat del Vaticà, 2 d'abril de 2005) fou un clergue catòlic polonès, que exercí de Papa de l'Església Catòlica Romana entre 1978 i 2005. Entre alguns catòlics és anomenat "sant Joan Pau el Gran".
Va ser elegit papa el 16 d'octubre de 1978, en el segon conclave de 1978, convocat després de la mort sobtada del papa Joan Pau I, que regnà només 33 dies. El cardenal Wojtyla va ser elegit en el tercer dia del conclave i adoptà el nom del seu predecessor, en homenatge a ell.
Primer papa no italià després de 455 anys, és a dir des de l'època del neerlandès Adrià VI (1522 – 1523), va ser el primer papa polonès de la història i el primer procedent d'un país de parla eslava. El seu pontificat va durar 26 anys, 5 mesos i 17 dies i va ser el tercer pontificat més llarg de la història (després del de Pius IX (31 anys) i el tradicionalment atribuït a sant Pere (hom creu entre 34 i 37 anys).
Joan Pau II sorprengué des del començament del seu pontificat la seva acció política i diplomàtica vigorosa contra el comunisme i l'opressió política, i és considerat un dels arquitectes del col·lapse del sistema de socialisme real, controlat per la Unió Soviètica. Va combatre la teologia de l'alliberament, intervenint en diverses ocasions durant les aproximacions d'alguns membres del clergat als partits polítics marxistes. També estigmatitzà el capitalisme i el consumisme desenfrenat, considerats l'antítesi de la recerca de la justícia social, a causa de la desigualtat injustificada entre els pobles i ofensiu per a la dignitat humana. El seu pontificat va ser molt conservador; en el camp de la moral s'oposà fermament a l'avortament i a l'eutanàsia i confirma l'enfocament tradicional de l'Església sobre la sexualitat, l'ésser humà, el celibat i el sacerdoci femení. Un objectiu clau del papat de Joan Pau era transformar i reposicionar l'Església Catòlica. El seu desig era «col·locar la seva Església en el cor d'una nova aliança religiosa que reunís jueus, cristians i musulmans en un gran exèrcit religiós.»
Va ser un dels líders mundials que més viatjà en tota la història, visitant 129 països en els seus 104 viatges per tot el món, els quals van veure l'enorme participació de multituds (les més grans mai reunides per a un esdeveniment religiós). Amb aquests viatges apostòlics, Joan Pau II va cobrir una distància molt més gran que la que cobreixen tots els altres papes conjuntament. Aquesta gran activitat de contacte (fins i tot amb la generació més jove, amb la creació de les Jornades Mundials de la Joventut) es va interpretar com un signe d'una seriosa intenció de construir un pont de les relacions entre les nacions i religions, en nom de l'ecumenisme, que va ser un dels pilars del seu pontificat.
Pel que fa a les relacions amb Itàlia, els viatges subratllaren la intenció de separar la política de la religió, com el mateix Papa va celebrar destacar, dos anys després de la revisió del Tractat de Laterà, el 1986, a Forlì, recordant que l'anterior Papa a visitar aquesta ciutat va ser Pius IX, en la seva qualitat també com a cap d'estat: «Des d'aleshores, la situació política ha canviat radicalment, i ha estat reconegut oficialment per l'Església com a tal.»
Com a part del seu èmfasi especial en la crida universal a la santedat, el Papa Wojtyla beatificà i canonitzà, encara que és difícil de provar a causa que els documents relacionats amb moltes de les primeres canonitzacions són incomplets, falsos o inexactes, moltes més persones que qualsevol altre Papa, gràcies a la supressió, per la seva banda, l'oficina de Promotor Fidei (Promotor de la Fe, també conegut com l'advocat del diable), motiu pel qual aquest procés és més suau: 1338 persones van ser beatificades, i 482 canonitzades, mentre que els predecessors durant els quatre segles anteriors només havien proclamant 300 sants.
Va ser anomenat "l'atleta de Déu" per les seves diverses passions esportives: practicà l'esquí, la natació, el piragüisme, el futbol i era un amant de la muntanya. Continuant fent esport, sempre que la seva salut li va permetre.
La causa de canonització de Joan Pau II va començar el 2005, un mes després de la seva mort, ometent-se el tradicional període de 5 anys d'espera. El 19 de desembre de 2009, Joan Pau II va ser proclamat Venerable pel seu successor, el Papa Benet XVI, i va ser beatificat l'1 de maig de 2011 (Diumenge de la Divina Misericòrdia), després que la Congregació per a les Causes dels Sants atribuís un miracle gràcies a la seva intercessió, la curació d'una religiosa francesa de la malaltia de Parkinson. En la història de l'Església no havia succeït mai en tot un mil·lenni que un Papa proclamés beat el seu predecessor immediat. Un segon miracle atribuït a la intercessió de Joan Pau II va ser aprovat el 2 de juliol de 2013, i confirmat pel Papa Francesc dos dies després (dos miracles s'han d'atribuir a la intercessió d'una persona per ser declarada santa).
Joan Pau II va ser canonitzat el 27 d'abril de 2014 (una altra vegada Diumenge de la Divina Misericòrdia), juntament amb el Papa Joan XXIII. L'11 de setembre de 2014, el Papa Francesc va afegir el dia de festa de memòria opcional de Joan Pau II al calendari general romà de tot el món, en resposta a les peticions que arribaven d'arreu del món. És tradicional celebrar festes de sants en l'aniversari de les seves morts, però la de Joan Pau II (22 d'octubre) se celebra en l'aniversari de la seva inauguració papal.

## Biografia

### Infància i joventut

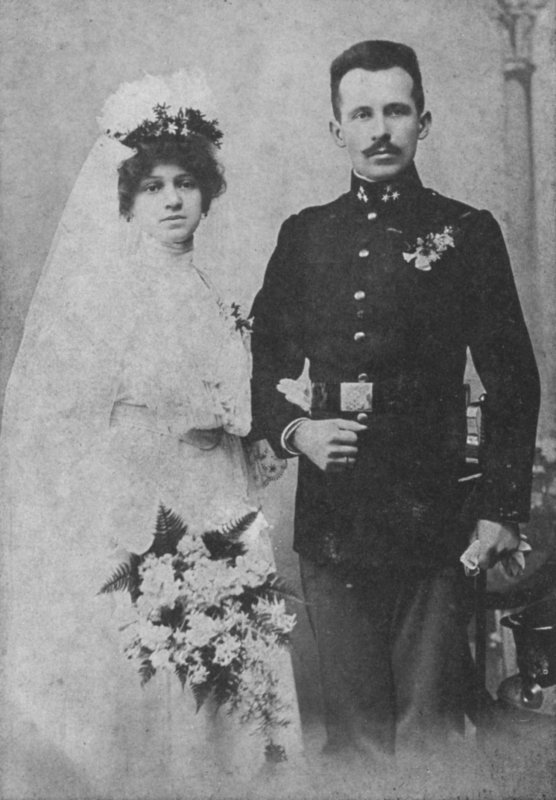
El retrat de noces dels seus pares, Emilia i Karol Wojtyła Snr

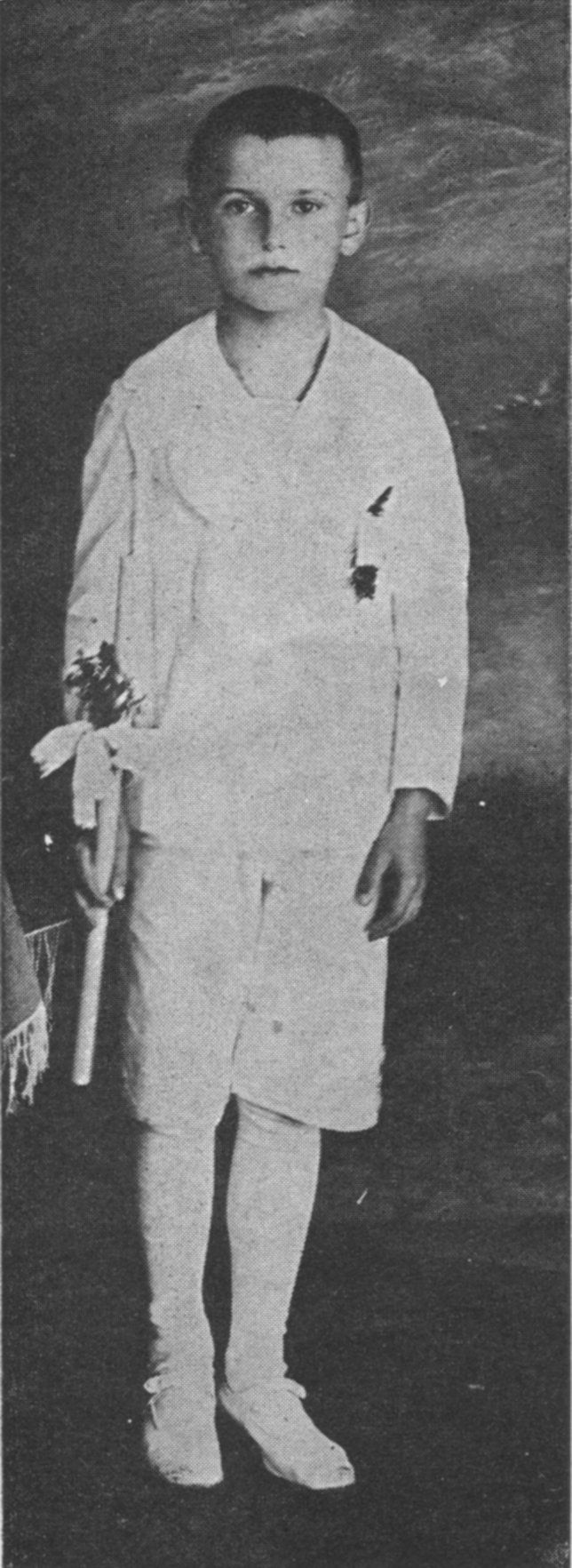
Retrat de la Primera Comunió de Karol Wojtyła

Karol Józef Wojtyła va néixer a la ciutat polonesa de Wadowice, prop de la ciutat de Cracòvia, al sud del país. Era el més jove de tres fills nascuts de Karol Wojtyła (1879-1941), un polonès ètnic, i Emilia Kaczorowska (1884-1929), el cognom de soltera de la seva mare era Scholz. Emilia, que era mestra d'escola, va morir en el part el 1929 quan Karol tenia vuit anys. La seva germana gran Olga havia mort abans del seu naixement, i Karol se sentia molt proper al seu germà Edmund, sobrenomenat Mundek. La feina d'Edmund com a metge finalment va provocar-li la mort a causa de l'escarlatina, una pèrdua que va afectar profundament Karol.
Com a noi, Wojtyła era atlètic, sovint jugava al futbol com a porter. Durant la seva infància, Wojtyła va tenir contacte amb la gran comunitat jueva de Wadowice. Els partits de futbol de l'escola eren sovint organitzats entre equips de jueus i catòlics, i Wojtyła sovint jugava al costat jueu. «Recordo que almenys un terç dels meus companys de classe a l'escola primària de Wadowice eren jueus. A l'escola primària hi havia menys. Era molt amic d'alguns. I el que em va sorprendre d'alguns d'ells era el seu patriotisme polonès.» Va ser al voltant d'aquest temps que va tenir una primera relació seriosa amb una noia. Es va acostar a Ginka Beer, descrita com «una bellesa jueva, amb uns ulls estupendes i un cabell negre que volava, esvelta, una excel·lent actriu».
A mitjan de l'any 1938, Wojtyła i el seu pare van deixar Wadowice i es van traslladar a Cracòvia, on va ingressar a la Universitat Jagellònica i també en una escola de teatre. Mentre estudiava filologia i diverses llengües, va treballar com a bibliotecari voluntari i va haver de participar en una conscripció a la Legió Acadèmica, però es va negar a disparar una arma. Va actuar amb diversos grups teatrals i va treballar com a dramaturg. Durant aquest temps, el seu talent per al llenguatge va florir, i va aprendre fins a dotze idiomes: polonès, llatí, italià, castellà, portuguès, francès, anglès, alemany, ucraïnès, eslovac, serbocroat i esperanto, nou dels quals emprà extensivament quan va ser papa.
El 1939, les forces d'ocupació alemanyes nazis van tancar la universitat després d'envair Polònia. Els homes hàbils havien de treballar, de manera que entre 1940 i 1944 Wojtyła va fer de missatger per a un restaurant, de picapedrer i dinamiter en una pedrera de pedra calcària a Batki i per a la fàbrica química Solvay, per evitar la deportació a Alemanya. El 1940 va ser colpejat per un tramvia, i va patir una fractura cranial. El mateix any, va ser atropellat per un camió en una pedrera, que li va deixar amb una espatlla més alta que l'altra i una gepa permanent. El seu pare, un antic sots-oficial austrohongarès i posterior oficial de l'exèrcit polonès, va morir d'un atac de cor el 1941, deixant Wojtyła com l'únic membre supervivent de la família immediata. «No vaig estar a la mort de la meva mare, no vaig estar en la mort del meu germà, no vaig estar a la mort del meu pare», va dir, reflexionant sobre aquests temps de la seva vida, gairebé quaranta anys més tard. «Als vint anys, ja havia perdut totes les persones que estimava.»
Després de la mort del pare, va començar a pensar seriosament en el sacerdoci. A l'octubre de 1942, mentre continuava la guerra, va trucar a la porta del Palau Episcopal de Cracòvia i va preguntar per estudiar per al sacerdoci. Poc després, va començar cursos al seminari subterrani clandestí dirigit per l'arquebisbe de Cracòvia, Adam Stefan Sapieha. El 29 de febrer de 1944, Wojtyła va ser colpejat per un camió alemany. Oficials alemanys de la Wehrmacht el portaren a un hospital. Va passar dues setmanes recuperant-se d'una severa conmoció i una lesió a l'espatlla. Li va semblar que aquest accident i la seva supervivència eren una confirmació de la seva vocació. El 6 d'agost de 1944, un dia conegut com a «Diumenge Negre», la Gestapo va reunir els homes joves de Cracòvia per reduir l'aixecament, similar al recent aixecament a Varsòvia. Wojtyła va escapar amagant-se al soterrani de la casa de son oncle al carrer Tyniecka 10, mentre que les tropes alemanyes van buscar a dalt. Més de vuit mil homes i nens van ser presos aquell dia, mentre que Wojtyła va escapar al Palau de l'Arquebisbe, on va romandre fins que els alemanys se'n van anar.
La nit del 17 de gener de 1945, els alemanys van fugir de la ciutat i els estudiants van recuperar el seminari en ruïnes. Wojtyła i un altre seminarista es van oferir per a la tasca de desmuntar el munt d'excrements congelats dels lavabos. Wojtyła també va ajudar una nena refugiada jueva de quatorze anys, anomenada Edith Zierer, que havia escapat d'un camp de treball nazi a Częstochowa. Edith s'havia desmaiat en una andana ferroviària, per la qual cosa Wojtyla la va portar a un tren i es va quedar amb ella durant tot el viatge fins a Cracòvia. Edith va dir que Wojtyła li va salvar la vida aquest dia. B'nai B'rith i altres autoritats van dir que Wojtyła va ajudar a protegir molts altres jueus polonesos dels nazis. Durant l'ocupació nazi de Polònia, una família jueva va enviar el seu fill, Stanley Berger, perquè fos amagat per una família polonesa gentil. Els pares jueus biològics de Berger van morir durant l'Holocaust i, després de la guerra, els nous pares cristians de Berger van demanar al sacerdot Karol Wojtyła, que bategés el nen. El futur papa va refusar, afirmant que el nen hauria de ser criat en la fe jueva dels seus pares, no pas com a catòlic. Al setembre de 2003, Emmanuelle Pacifici, cap de la comunitat jueva d'Itàlia, va proposar que Joan Pau II rebés la medalla d'un Just entre les nacions per salvar un nen jueu de dos anys donant-lo a una família polonesa gentil perquè fos amagat el 1942, quan Karol Wojtyla era seminarista. Després de la guerra, els pares adoptius cristians d'aquest nen van demanar al futur papa Joan Pau II que bategés al nen, i una vegada més es va negar, igual que havia fet amb Berger. Després de la guerra, Karol Wojtyła va fer tot el possible per assegurar que aquest noi jueu que va salvar abandonés Polònia per ser criat pels seus parents jueus als Estats Units. L'abril de 2005, poc després de la mort de Joan Pau II, el govern israelià va crear una comissió per honrar el seu llegat. Va proposar donar-li la medalla dels Justos entre les Nacions. En l'últim llibre de Wojtyła, Memòria i Identitat, va descriure els dotze anys del règim nazi com una bestialitat, citant del teòleg polonès i filòsof Konstanty Michalski.

### Presbiterat
Després d'acabar els estudis al seminari a Cracòvia, Wojtyła va ser ordenat sacerdot el Dia de Tots Sants, l'1 de novembre de 1946, per l'arquebisbe de Cracòvia, el cardenal Sapieha. Sapieha va enviar Wojtyła a l'Ateneu Pontifici Internacional Angelicum de Roma, la futura Universitat Pontifícia de Sant Tomàs d'Aquino per estudiar sota la direcció del dominic francès Réginald Garrigou-Lagrange, que comença el 26 de novembre de 1946. Va residir al Col·legi Pontifici Belga durant aquest temps, sota la presidència de Maximilien de Furstenberg. Wojtyła va obtenir una llicenciatura el juliol de 1947, va aprovar el seu examen de doctorat el 14 de juny de 1948, i va defensar amb èxit la seva tesi doctoral titulada Doctrina de fide apud S. Ioannem a Cruce («La doctrina de la fe a Sant Joan de la Creu») en filosofia el 19 de juny de 1948. L'Angelicum conserva la còpia original mecanografiada de la tesi. Entre altres cursos a l'Angelicum, Wojtyła va estudiar hebreu amb el dominic holandès Peter G. Duncker, autor del Compendium grammaticae linguae hebraicae biblicae.
Segons el company de classe de Wojtyła, el futur cardenal austríac Alfons Stickler, el 1947, durant la seva estada a l'Angelicum Wojtyła va visitar el pare Pius, que va escoltar la seva confessió i li hauria dit que un dia ascendria «al lloc més alt de l'Església». El cardenal Stickler va afegir que Wojtyła creia que la profecia es va complir quan va ser promogut en cardenal.

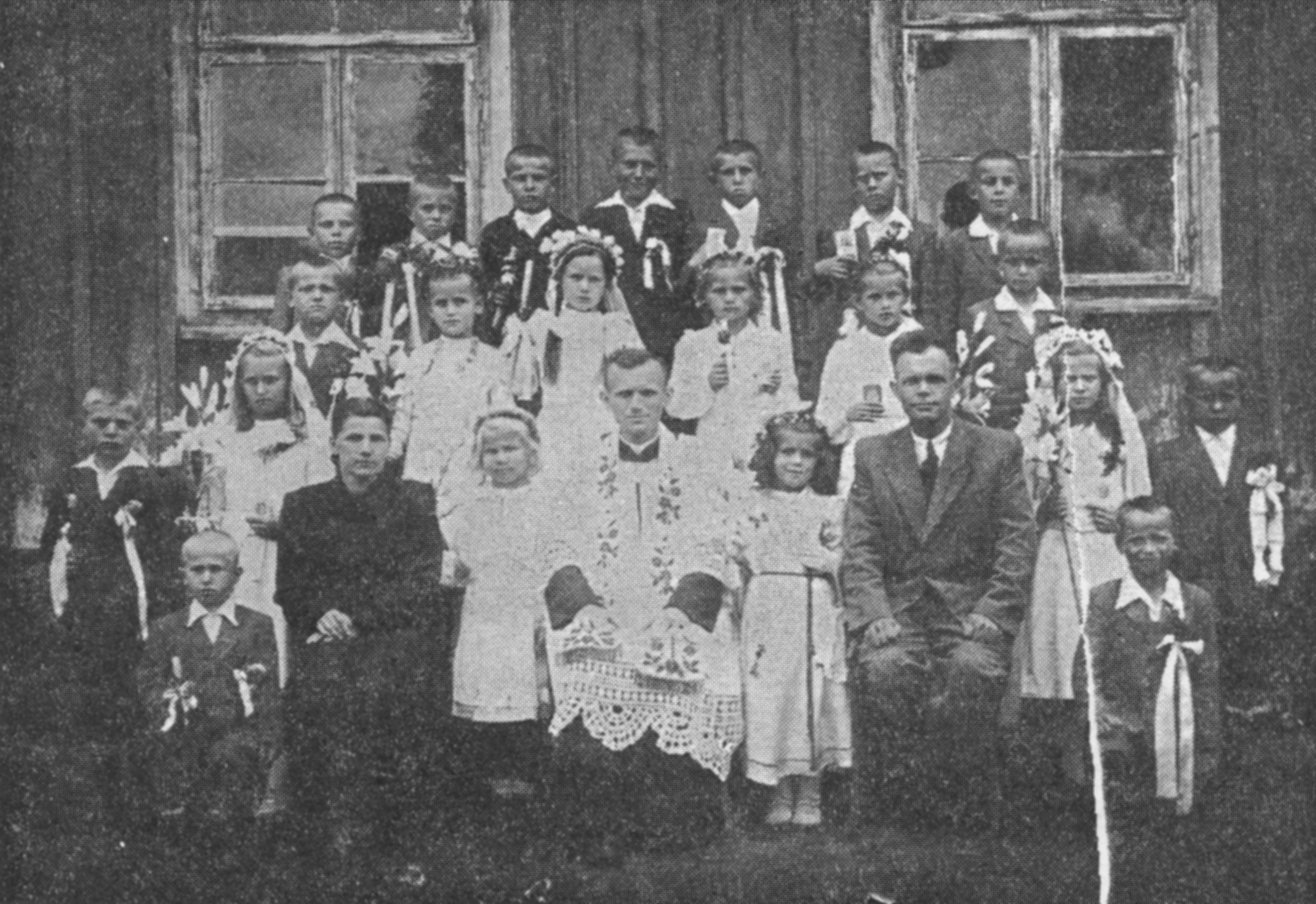
Karol Wojtyła com a prevere a Niegowić. 1948

Wojtyła va tornar a Polònia l'estiu de 1948 i va exercir la seva primera tasca pastoral al poble de Niegowić, a vint-i-quatre quilòmetres de Cracòvia, a l'església de l'Assumpció. Hi va arribar en època de collita, on la seva primera acció va ser agenollar-se i besar el terra. Va repetir aquest gest, que va adaptar del sant francès Jean Marie Baptiste Vianney, al llarg del seu papat.
El març de 1949, Wojtyła va ser traslladat a la parròquia de Sant Florià a Cracòvia. Va ensenyar ètica a la Universitat Jagellònica i posteriorment a la Universitat Catòlica de Lublin. Durant aquesta època va reunir una vintena de joves, que van començar a anomenar-se Rodzinka, la «petita família». Es van reunir per a la pregària, la discussió filosòfica i per ajudar els cecs i els malalts. El grup va arribar a aproximadament dos-cents participants, i les seves activitats es van expandir per incloure esquiades anuals i viatges en caiac.
El 1953, la tesi d'habilitació de Wojtyła va ser acceptada per la Facultat de Teologia de la Universitat Jagellònica. El 1954, va obtenir un doctorat en teologia sagrada, en la qual va avaluar la viabilitat d'una ètica catòlica sobre la base del sistema ètic del fenomenòleg Max Scheler amb una tesi titulada Reavaluació de la possibilitat de fundar una ètica catòlica sobre el sistema ètic de Max Scheler (Ocena możliwości zbudowania etyki chrześcijańskiej przy założeniach system Maksa Schelera). Scheler era un filòsof alemany que va fundar un ampli moviment filosòfic que va fer èmfasi en l'estudi de l'experiència conscient. Malgrat això, les autoritats comunistes van abolir la Facultat de Teologia de la Universitat Jagellònica, el que va impedir-lo d'obtenir el títol fins a 1957. Wojtyła va desenvolupar un enfocament teològic que combinava el tomisme catòlic tradicional amb les idees del personalisme, un enfocament filosòfic derivat de la fenomenologia, que va ser popular entre els intel·lectuals catòlics a Cracòvia d'aquesta època. Va traduir el Formalisme i l'ètica dels valors substantius de Scheler.

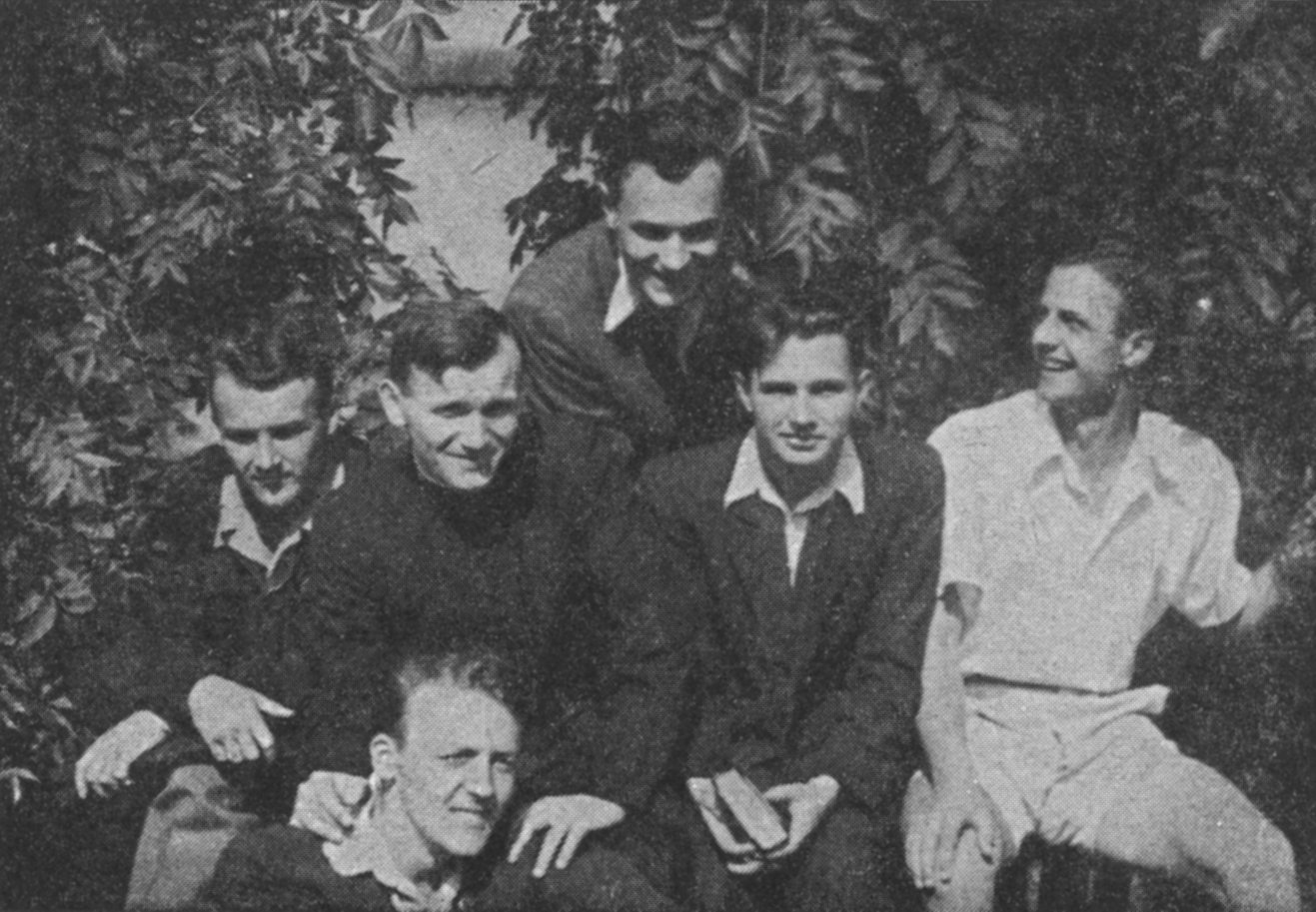
El wujek Karol Wojtyla (segon per l'esquerra) a Cracòvia

Durant aquest període, Wojtyła va escriure una sèrie d'articles al diari catòlic de Cracòvia, Tygodnik Powszechny («Setmanal universal»), on va tractar temes de l'església d'aleshores. Va escriure unes obres literàries originals durant els seus primers dotze anys com a sacerdot. La guerra, la vida sota el comunisme i les seves responsabilitats pastorals van alimentar la seva obra. Wojtyła va publicar el seu treball sota dos pseudònims—Andrzej Jawień i Stanisław Andrzej Gruda—: per distingir la seva obra literària dels seus escrits religiosos (escrits sota el seu propi nom), i també perquè les seves obres literàries es consideressin en els seus mèrits. El 1960, Wojtyła va publicar l'influent llibre teològic Amor i responsabilitat, una defensa de la doctrina de l'Església sobre el matrimoni des d'un nou punt de vista filosòfic.
Mentre era sacerdot a Cracòvia, grups d'estudiants es van unir regularment amb Wojtyła per fer senderisme, esquiar, anar en bicicleta, acampar i navegar en caiac, acompanyats d'oracions, misses a l'aire lliure i debats teològics. A l'època estalinista, no es permetia als sacerdots viatjar amb grups d'estudiants. Wojtyła va demanar als seus companys més joves que li diguessin wujek (polonès per «oncle») per evitar que els forasters deduïssin que era sacerdot. El sobrenom va guanyar popularitat entre els seus seguidors. El 1958, quan va ser nomenat bisbe auxiliar de Cracòvia, els seus coneguts van expressar la seva preocupació que això faria que canviés. Wojtyła va respondre als seus amics: «Wujek continuarà sent Wujek», i va continuar una vida senzilla, ignorant els artefactes que van arribar amb el seu càrrec de bisbe. Aquest sobrenom estimat es va quedar amb Wojtyła per tota la seva vida sobretot pels catòlics polonesos.

### Bisbe i cardenal
El 4 de juliol de 1958, mentre Wojtyła feia unes vacances en caiac a la regió dels llacs del nord de Polònia, el papa Pius XII el va nomenar bisbe auxiliar de Cracòvia. Després va ser convocat a Varsòvia per complir amb el Primat de Polònia, Stefan Cardenal Wyszynski, que el va informar del seu nomenament. Es va comprometre a servir com a bisbe auxiliar de l'arquebisbe de Cracòvia Eugeniusz Baziak i va rebre la consagració episcopal (com a bisbe titular d'Ombi) el 28 de setembre de 1958 per Baziak i els coconsegrador, els bisbes Boleslaw Kominek (bisbe titular de Sofene i Vågå, auxiliar de l'arxidiòcesi de Wroclaw, i futur cardenal i arquebisbe de Wrocław) i Franciszek Jop de la diòcesi de Sandomierz (bisbe titular de Daulia ; més tard bisbe auxiliar de l'arxidiòcesi de Wroclaw i finalment bisbe d'Opole). A l'edat de 38 anys, Wojtyła era el bisbe més jove de Polònia. L'any següent, 1959, Wojtyla va celebrar la primera missa de Nowa Huta, una missa de mitjanit el dia de Nadal. Baziak va morir el juny de 1962 i el 16 de juliol Wojtyla va ser triat com vicari capitular (administrador temporal) de l'arxidiòcesi fins que pogués ser nomenat un nou arquebisbe.
L'octubre de 1962, Wojtyła va participar en el Concili Vaticà II (1962-1965),), on va fer contribucions a dos dels seus productes més històrics i influents, el Decret sobre la Llibertat Religiosa (en llatí, Dignitatis humanae) i la Constitució pastoral sobre l'Església en el món modern (Gaudium et spes). Wojtyła i els bisbes polonesos van aportar un projecte de text al concili per a  Gaudium et spes. Segons l'historiador John W. O'Malley, el projecte de text Gaudium et spes que Wojtyła i la delegació polonesa van enviar «va tenir una certa influència en la versió que va ser enviada als pares conciliars aquell estiu, però no va ser acceptat com a text bàsic.» Segons John F. Crosby, en ser papa, Joan Pau II va fer servir els termes de Gaudium et spes posteriorment per introduir els seus propis punts de vista sobre la naturalesa de la persona humana amb relació a Déu: l'home és «la única criatura de la terra que Déu vol per si mateix», però l'home «pot descobrir completament el seu veritable jo només en un sincer lliurament de si mateix».

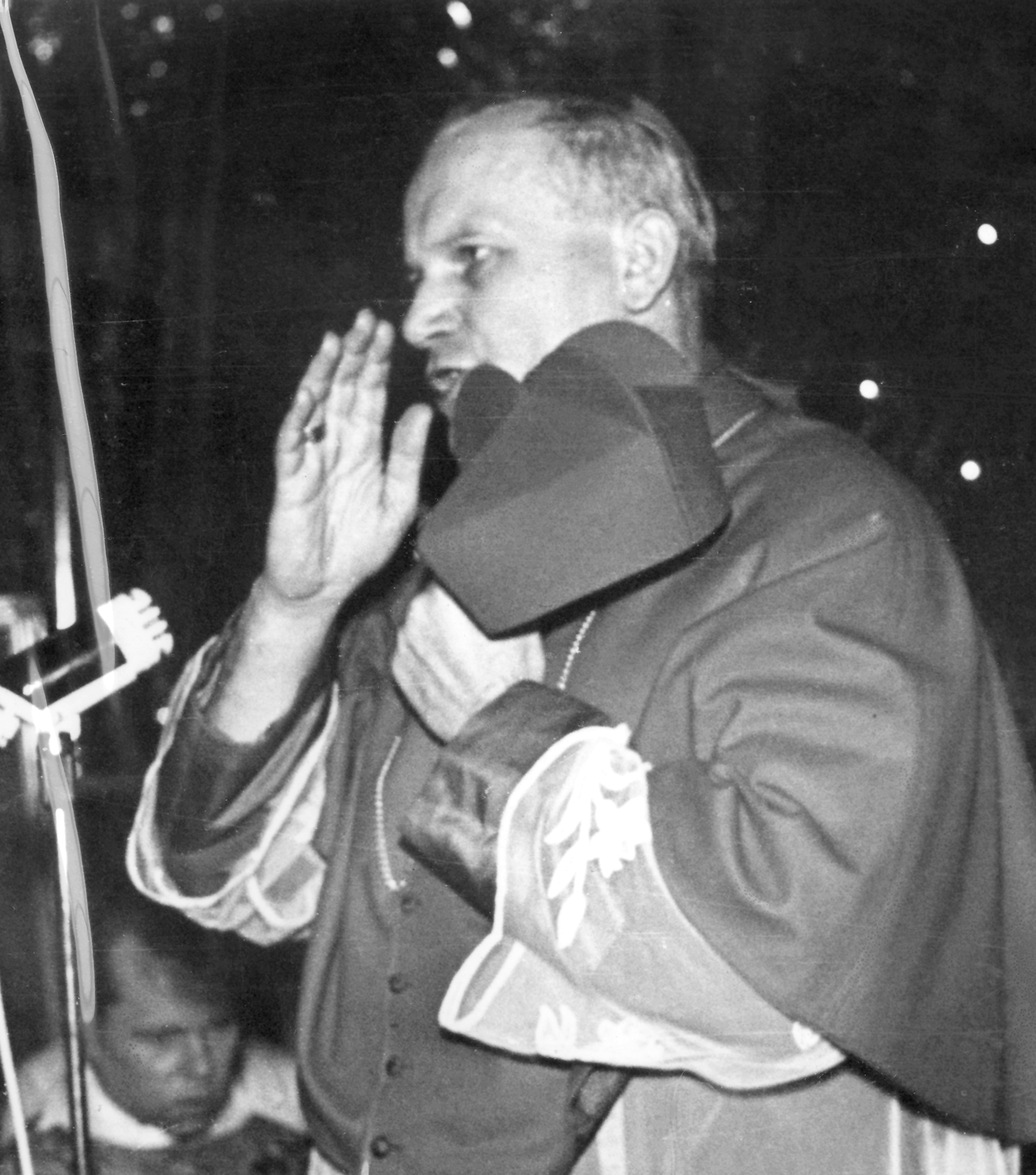
El cardenal Wojtyła durant una visita pastoral a Cracòvia, juny de 1967

També va participar en les assemblees del Sínode dels Bisbes. El 13 de gener de 1964, el Pau VI el nomenà arquebisbe de Cracòvia. El 8 de desembre de 1965 passà a formar part de les Congregacions per als Sagraments i per a l'Educació Catòlica, i del Consell per als Laics. El 26 de juny de 1967, Pau VI va anunciar la promoció de l'arquebisbe Karol Wojtyła al Col·legi de Cardenals. Al consistori del 29 de maig de 1967, Wojtyła va ser nomenat cardenal prevere de San Cesareo en Palatio, amb només 47 anys, el segon més jove de l'Església Catòlica.
El 1967, va tenir un paper important en la formulació de l a controvertida encíclica Humanae vitae, que tractava dels mateixos problemes que prohibien l'avortament i el control de la natalitat artificial.
El 1970, segons un testimoni contemporani, Wojtyła estava en contra de la distribució d'una carta al voltant de Cracòvia, afirmant que l'episcopat polonès es preparava per al 50è aniversari de la guerra poloneso-soviètica.
El 1973 Wojtyla es va reunir amb la filòsofa Anna-Teresa Tymieniecka, l'esposa de Hendrik S. Houthakker, professor d'Economia a les universitats de Stanford i de Harvard, i membre del Consell d'Assessors Econòmics del President Richard M. Nixon Tymieniecka va col·laborar amb Wojtyła en diversos projectes, incloent-hi una traducció a l'anglès del seu llibre Osoba i czyn (Persona i Acte). És una de les seves primeres obres literàries, escrita en polonès. Tymieniecka va produir la versió en anglès. Els dos van mantenir una relació epistolar amb els anys, i van esdevenir bons amics. Quan Wojtyła va visitar Nova Anglaterra a l'estiu de 1976, Tymieniecka el va instal·lar com a convidat a la seva llar familiar. Wojtyła va gaudir de les seves vacances a Pomfret, Vermont navegant en caiac i gaudint com antany ho havia fet a Polònia. A les fotografies dels dos amics de vacances junts, es veu Wojtyła en pantalons curts, en el seu estat més relaxat, practicant esquí, camping i fent picnicks.
Durant les visites de Wojtyła a Pomfret, Tymieniecka també va organitzar una reunió amb els cardenals americans a través de les connexions del seu marit. Aquests mateixos cardenals serien els que li donarien més suport en el conclave d'octubre de 1978

## El Pontificat

### L'elecció

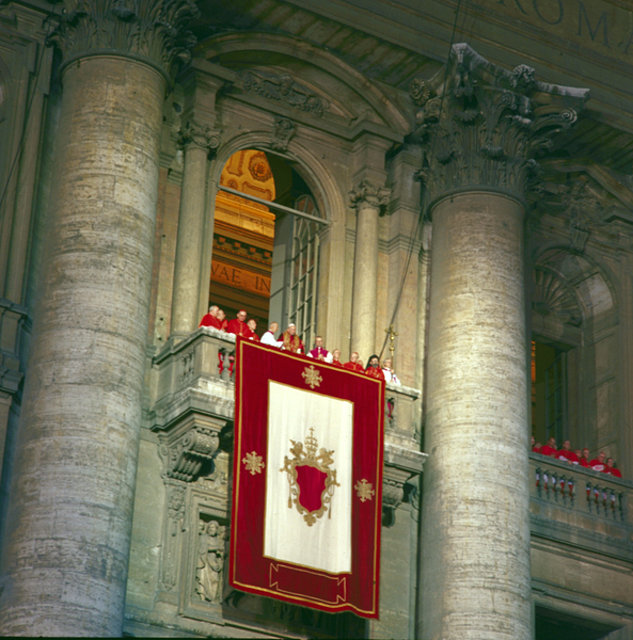
El recent elegit papa Joan Pau II al balcó de la basílica de Sant Pere el 16 d'octubre de 1978 a la Ciutat del Vaticà

L'escut d'armes de Joan Pau II, mostrant la creu mariana amb la lletra M representant Maria, mare de Jesús

L'agost de 1978, després de la mort del Pau VI, Wojtyla participà en el conclave, que va triar Joan Pau I. Joan Pau I va morir després de només 33 dies com a papa, el que va provocar un altre conclave.
El segon conclave de 1978 va començar el 14 d'octubre, deu dies després del funeral. Es va dividir entre dos forts candidats per al papat: Giuseppe Siri, el conservador arquebisbe de Gènova, i el progresista arquebisbe de Florència, el cardenal Giovanni Benelli, amic íntim de Joan Pau I.
Els partidaris de Benelli confiaven que seria elegit, i en els primers escrutinis, Benelli va arribar a nou vots d'èxit. No obstant això, ambdós homes es van enfrontar a una oposició suficient perquè cap dels dos prevalgués. Giovanni Colombo, l'arquebisbe de Milà va ser considerat com un candidat compromès entre els electors cardenals italians, però quan va començar a rebre els vots, va anunciar que no acceptaria la funció. El cardenal Franz König, arquebisbe de Viena, va suggerir als seus companys electors un altre candidat de compromís: el cardenal polonès Karol Józef Wojtyła. Wojtyła va guanyar a la vuitena votació el tercer dia (16 d'octubre) amb, segons la premsa italiana, 99 vots dels 111 electors.
També entre els cardenals que s'aplegaren darrere Wojtyła hi havia partidaris de Giuseppe Siri, Stefan Wyszyński, la majoria dels cardenals nord-americans (dirigits per John Krol), i altres cardenals moderats. Va acceptar l'elecció amb aquestes paraules: «Amb l'obediència en la fe a Crist, el meu Senyor, i amb confiança en la Mare de Crist i l'Església, malgrat les grans dificultats, accepto». En homenatge al seu predecessor immediat, després va prendre el nom papal de Joan Pau II, també en honor del papa Pau VI i el tradicional fum blanc va informar la multitud reunida a la plaça de Sant Pere que havia estat triat un papa. Hi havia hagut rumors que el nou papa volia ser conegut com el «papa Estanislau I» en honor d'Estanislau de Cracòvia, un sant polonès, però va ser convençut pels cardenals que no era un nom romà. Quan el nou pontífex va aparèixer al balcó, va trencar la tradició abordant la multitud reunida:
| « | Benvolguts germans i germanes, ens sentim tristos a la mort del nostre estimat papa Joan Pau I, i els cardenals han demanat un nou bisbe de Roma. L'han cridat des d'una terra llunyana, lluny i sempre sempre a prop, a causa de la nostra comunió en la fe i les tradicions cristianes. He tingut por d'acceptar aquesta responsabilitat, però ho faig amb un esperit d'obediència al Senyor i tota la fidelitat a Maria, la nostra Mare Santíssima. Us parlo en la vostra -no, la nostra llengua italiana. Si cometo un error, si us plau, em corregireu. | » |

Wojtyła és el 264è papa segons la llista cronològica dels papes, el primer no-italià en 455 anys (l'anterior havia estat el neerlandès Adrià VI el 1552). Amb tan sols 58 anys, era el papa més jove des de Pius IX el 1846, que tenia 54 anys. Igual que el seu predecessor, Joan Pau II va abandonar la coronació papal tradicional i va rebre una investidura eclesiàstica amb una inauguració papal simplificada el 22 d'octubre de 1978. Durant la seva inauguració, quan els cardenals es van agenollar davant ell per prendre els seus vots i besar el seu anell, es va aixecar quan el prelat polonès Stefan Wyszyński s'anava a agenollar, el va impedir besar l'anell i simplement el va abraçar.
Tres dies després de la seua elecció viatjà a Castel Gandolfo i el 5 de novembre visità Assís, el primer dels seus 144 viatges per Itàlia.

### Viatges pastorals

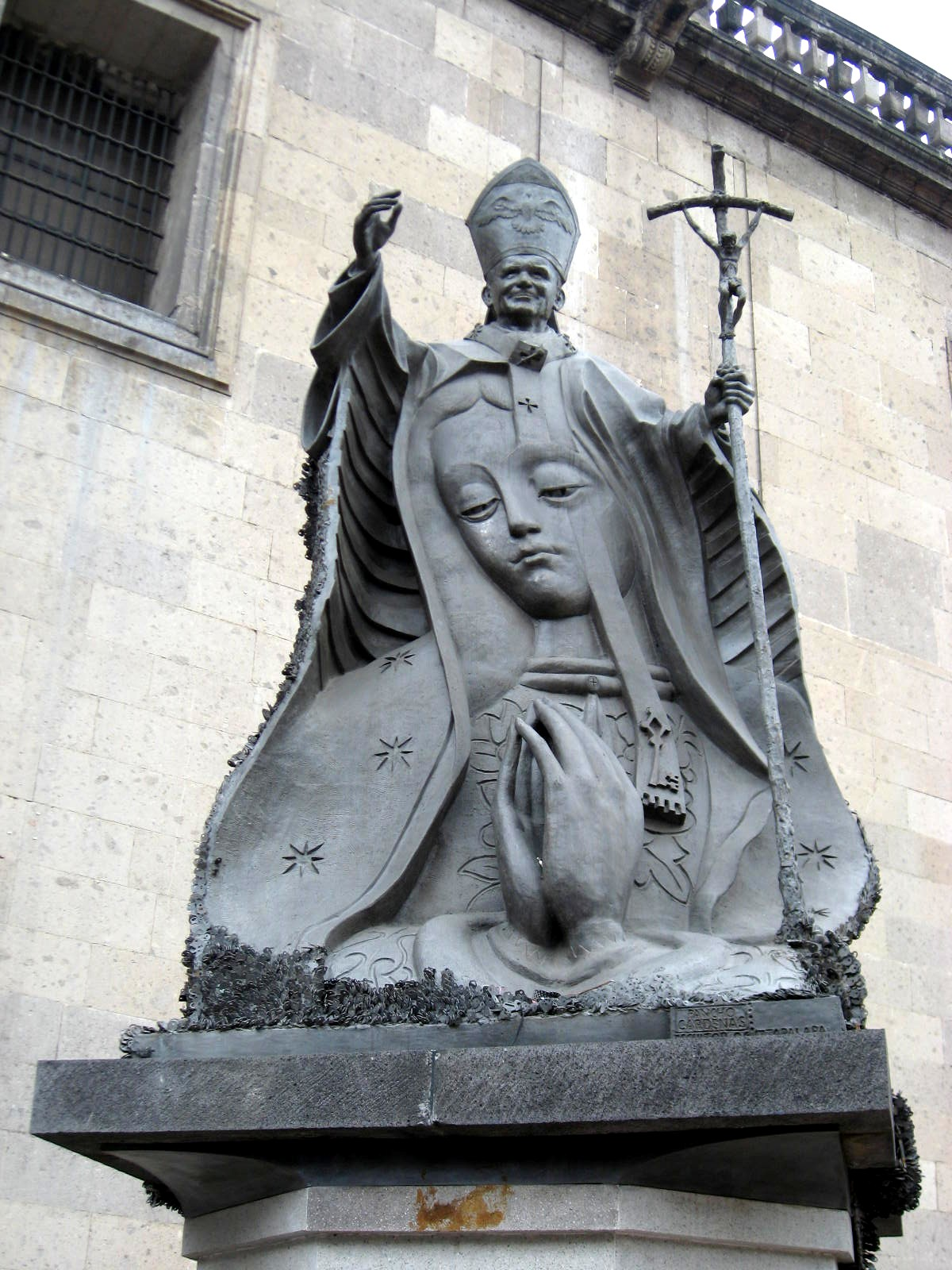
Una estàtua del Papa Joan Pau II amb una imatge de la Mare de Déu de Guadalupe, a prop de la Catedral Metropolitana de la Ciutat de Mèxic. L'estàtua està feta enterament de claus metàl·liques donades pel poble mexicà.

Durant el seu pontificat, el Papa Joan Pau II visitar 129 països, viatjant més de 1.100.000 quilòmetres. Constantment va atreure multituds, algunes de les més grosses de la història de la humanitat, com ara el Dia Mundial de la Joventut a Manila (1995), que va reunir fins a quatre milions de persones, la major reunió papal de sempre, segons el Vaticà. Les primeres visites oficials de Joan Pau II van ser a la República Dominicana i a Mèxic el gener de 1979.
Mentre que alguns dels seus viatges (com als Estats Units o a Terra Santa) eren llocs visitats anteriorment per Pau VI, Joan Pau II va ser el primer papa a visitar la Casa Blanca l'octubre de 1979, on va ser calorosament acollit pel llavors president Jimmy Carter. Va ser el primer pape a visitar diversos països en un any, a partir de 1979 amb Mèxic i Irlanda. Va ser el primer papa regnant que viatjà al Regne Unit, el 1982, on es va trobar amb la Reina Elizabeth II, el Governador suprem de l'Església d'Anglaterra. En aquest viatge també visità la Catedral de Canterbury i es va agenollar per pregar amb Robert Runcie, l'arquebisbe de Canterbury, al lloc on Thomas Becket va ser assassinat, així com la celebració de diverses misses multitudinàries a l'aire lliure, inclosa una a l'estadi de Wembley, a la qual van assistir unes 80.000 persones.
Va viatjar a Haití el 1983, on va parlar en crioll a milers de catòlics empobrits que es van reunir per saludar-lo a l'aeroport. El seu missatge, «Les coses han de canviar a Haití», referint-se a la disparitat entre els rics i els pobres, van rebre una eixordadora ovació. El 2000, va ser el primer papa modern a visitar Egipte, on es va reunir amb el papa copte, el papa Shenouda III i el Patriarca Ortodox d'Alexandria. Va ser el primer papa catòlic a visitar i resar en una mesquita islàmica, a Damasc, Síria, el 2001. Va visitar la mesquita dels Omeies, una antiga església cristiana on Joan Baptista hauria sigut enterrat, on va fer un discurs en què es convida els musulmans, els cristians i els jueus a conviure.

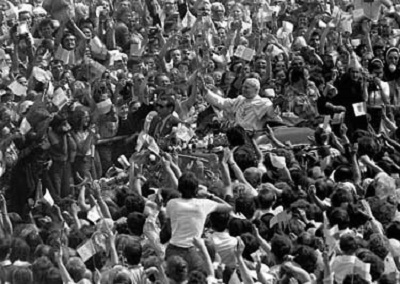
Primera visita a Polònia com a pontífex (1979)

El 15 de gener de 1995, durant la X Jornada Mundial de la Joventut, va celebrar una missa a un grup estimat d'entre cinc i set milions al Luneta Park, Manila, Filipines, probablement la major concentració de la història catòlica. El març de 2000 viatjà a Terra Santa, on visità el Mont Nebo, on el profeta Moisés veié la Terra Promesa abans de morir, segons l'Antic Testament; Betlem, Jerusalem, Natzaret, i diverses localitats de Galilea. Durant aquest viatge, Joan Pau II, el primer a reconèixer el 1986 «els drets nacionals» del poble palestí i establir relacions diplomàtiques plenes amb Israel el 1994, va celebrar una missa a la Plaça del Pessebre de Betlem, demanà perdó al Mur de les Lamentacions (sent el primer papa de la història a visitar i pregar allà) i al Museu de l'Holocaust de Jerusalem pels errors comesos pels cristians que perseguiren els jueus, i celebrà missa a la basílica del Sant Sepulcre. El 2001, enmig de les preocupacions posteriors als atacs de l'11 de setembre de 2001, va viatjar a Kazakhstan, amb un auditori compost principalment de musulmans i a Armènia, per participar en la celebració dels 1.700 anys de cristianisme armeni.
Al juny de 1979, va viatjar a Polònia, on multituds extàtiques l'envoltaren constantment. Aquest primer viatge a Polònia va elevar l'esperit del país i va provocar la formació del moviment Solidarność el 1980. Els dirigents comunistes de Polònia van intentar utilitzar la visita del papa per mostrar a la gent que, tot i que el papa era polonès, no alterava la seva capacitat de governar i distribuir els béns de la societat. També esperaven que si el papa complia amb les regles establertes, que el poble polonès veuria el seu exemple i el seguirien. Si la visita del papa inspirava un motí, els líders comunistes de Polònia eren disposats a aplastar l'aixecament i culpar els patiments al papa.
| « | El Papa va guanyar aquesta lluita transcendint la política. Ell era el que Joseph Nye va anomenar «poder suau» - el poder de l'atracció i la repulsió. Va començar amb un enorme avantatge i ho va aprofitar al màxim: va dirigir una institució que es trobava al pol oposat de la manera de vida comunista que els polonesos odiaven. Era polonès, però més enllà del règim. Identificant amb ell, els polonesos tindrien l'oportunitat de netejar-se dels compromisos que havien de fer per viure sota el règim. I van arribar a ell per milions. Ells van escoltar. Els va dir que eren bons, que no es comprometessin, que es quedessin entre si, que no tinguessin por, i que Déu és l'única font de la bondat, l'únic estàndard de conducta. «No tingueu por», va dir. Millors van cridar en resposta: «Volem Déu! Volem Déu! Volem Déu!» El règim es va forçar. Si hagués triat el papa per convertir el seu poder suau en la varietat difícil, el règim podria haver estat ofegat en sang. En canvi, el papa simplement va portar al poble polonès a desertar dels seus governants afirmant la solidaritat entre ells. Els comunistes van mantenir-se com dèspotes una dècada més. Però, com a líders polítics, estaven acabats. Visitant la seva Polònia natal el 1979, Joan Pau II va atestar el que va resultar un cop mortal al règim comunista, a l'Imperi soviètic, [i] en última instància, al comunisme. | » |

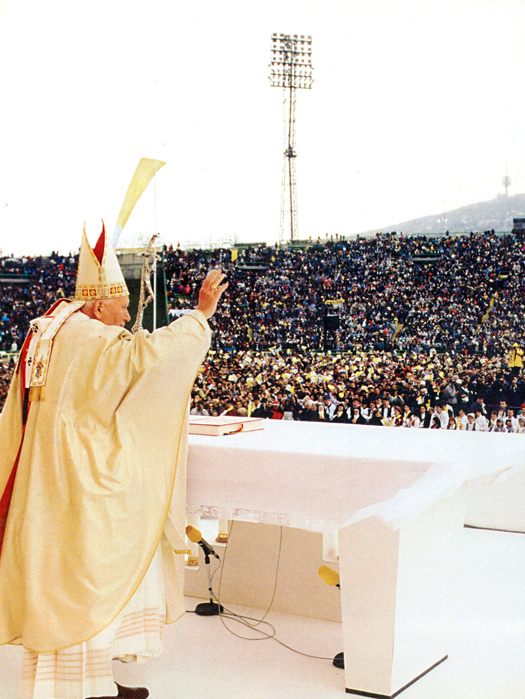
Viatge pastoral a Bòsnia (1997)

Segons John Lewis Gaddis, un dels historiadors més influents de la Guerra Freda, el viatge va conduir a la formació de Solidaritat i començaria el procés de desaparició del comunisme a Europa de l'Est:
| « | Quan el papa Joan Pau II va besar el terra a l'aeroport de Varsòvia, va començar el procés pel qual el comunisme a Polònia i, finalment, a tot arreu d'Europa, arribaria a la seva fi. | » |

En futurs viatges a Polònia, va donar suport tàcit a l'organització Solidarność. Aquestes visites van reforçar aquest missatge i van contribuir al esfondrament del comunisme de l'Europa de l'Est que va tenir lloc entre 1989 i 1990 amb la reintroducció de la democràcia a Polònia i que es va estendre per Europa oriental (1990-1991) i Europa sud-oriental (1990-1992).
L'últim viatge fou el 14 d'agost de 2004 al Santuari de Lorda, a França.

### Magisteri
Va escriure catorze enciclíques i pontificà sobre la sexualitat en el que es coneix com la «Teologia del cos». Alguns elements clau de la seva estratègia per reposicionar l'Església catòlica van ser encícliques com Ecclesia de Eucharistia, Reconciliatio et paenitentia i Redemptoris Mater. En el seu Al començament del nou mil·lenni (Novo Millennio Ineunte), ha posat èmfasi en la importància de «caminar des de Crist»: «No, no serem salvats per una fórmula, sinó una Persona». A L'esplendor de la veritat (Veritatis Splendor), va destacar la dependència de l'home sobre Déu i el seu dret («Sense el Creador, la criatura desapareix») i la «dependència de la llibertat sobre la veritat». Va advertir que l'home «entregant-se al relativisme i l'escepticisme, va a la recerca d'una llibertat il·lusòria a part de la pròpia veritat». A Fides et Ratio (Sobre la relació entre la fe i la raó), Joan Pau II va promoure un renovat interès per la filosofia i la recerca autònoma de la veritat en matèria teològica. A partir de moltes fonts diferents (com el tomisme), va descriure la relació mútua de suport entre la fe i la raó, i va subratllar que els teòlegs haurien de centrar-se en aquesta relació. Joan Pau II va escriure extensament sobre els treballadors i la doctrina social de l'Església, que va tractar en tres encícliques: Laborem exercens, Sollicitudo rei socialis i Centesimus annus. A través de les seves encícliquess i moltes cartes i exhortacions apostòliques, Joan Pau II va parlar sobre la dignitat de les dones i sobre la importància de la família per al futur de la humanitat. Altres encícliques inclouen L'evangeli de la vida (Evangelium Vitae) i Ut Unum Sint (Que poden ser un). Tot i que els crítics l'acusaven d'inflexibilitat en reafirmar explícitament les ensenyances morals catòliques contra l'avortament i l'eutanàsia, va instar una visió més matisada de la pena de mort. En la seva segona encíclica, Immersió en la misericòrdia va destacar que la misericòrdia divina és la característica més important de Déu, necessària especialment en els temps moderns.

#### Postures morals

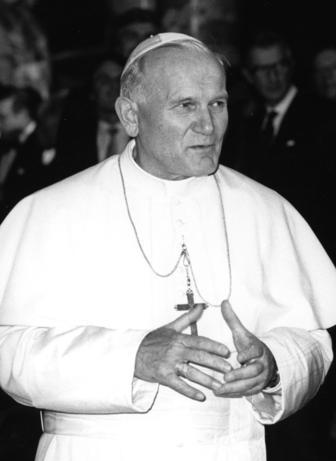
Durant una visita a Alemanya, 1980

Joan Pau II va ser considerat conservador sobre doctrina i qüestions relacionades amb la reproducció sexual humana i l'ordenació de dones.
Mentre visitava els Estats Units el 1977, l'any anterior a la seva elecció com papa, Wojtyla va dir: «Tota la vida humana, des dels moments de la concepció i fins a totes les etapes posteriors, és sagrada».
Una sèrie de 129 conferències impartides per Joan Pau II durant les sevess audiències públiques de dimecres a Roma entre setembre de 1979 i novembre de 1984 es van compilar i publicar posteriorment com una sola obra titulada "Teologia del cos", una meditació àmplia sobre la sexualitat humana. Ho va estendre a la condemna de l'avortament, l'eutanàsia i pràcticament tota pena de mort, anomenant-los a tots una part de la «cultura de la mort» que seria omnipresent al món modern. Va fer campanya pel perdó del deute mundial i la justícia social. Va encunyar el terme «hipoteca social», que va relatar que tota la propietat privada té una dimensió social, és a dir, que «els béns d'aquest estan destinats originalment per a tots». El 2000, va donar suport públicament durant la campanya del Jubileu del 2000 sobre l'alleugeriment del deute africà liderada per les estrelles de rock Bob Geldof i Bono. Un dia va interrompre una sessió d'enregistrament d'U2, telefonant l'estudi i demanant parlar amb Bono.
Joan Pau II, que va participar i va ser molt influent en el Concili Vaticà II de 1962-65, va afirmar els ensenyaments d'aquest Concili i va fer molt per implementar-los. No obstant això, els seus crítics solien desitjar que abracés l'anomenada agenda progressiva que alguns esperaven evolucionarien a conseqüència del Concili. De fet, el Concili no va advocar per canvis progressius en aquests àmbits; per exemple, encara condemnaven l'avortament com un delicte indescriptible. Joan Pau II va continuar declarant que l'anticoncepció, l'avortament i els actes homosexuals eren greus i, amb Joseph Ratzinger, s'oposaven a la teologia de l'alliberament.
Després de l'exaltació de l'acte marital de les relacions sexuals entre un home i una dona batejats dins del matrimoni sacramental com a propi i exclusiu del sagrament del matrimoni, Joan Pau II creia que era, en tot cas, profanat per l'anticoncepció, l'avortament, el divorci seguit per un «segon» matrimoni, i per actes homosexuals. El 1994, Joan Pau II va afirmar la manca d'autoritat de l'Església per ordenar les dones al sacerdoci i va dir que sense aquesta ordenació de l'autoritat no és legítimament compatible amb la fidelitat a Crist. Això també es va considerar un repudi de les crides per trencar amb la tradició constant de l'Església ordenant dones al sacerdoci. A més, Joan Pau II va optar per no acabar amb la disciplina del celibat sacerdotal obligatori, tot i que en un nombre reduït de circumstàncies inusuals, va permetre a certs clergues casats d'altres tradicions cristianes que es van convertir en catòlics com a sacerdots catòlics.

#### Apartheid a Sud-àfrica
Joan Pau II va ser un oponent franc de l'apartheid a Sud-àfrica. El 1985, mentre visitava els Països Baixos, va pronunciar un discurs apassionat que condemnava l'apartheid a la Cort Internacional de Justícia, proclamant que «cap sistema d'apartheid o desenvolupament separat mai serà acceptable com a model per a les relacions entre pobles o race'». El setembre de 1988, va fer una peregrinació a deu països de l'Àfrica Meridional, inclosos els que limiten amb Sud-àfrica, mentre que evitava de manera clara Sud-àfrica. Durant la seva visita a Zimbàbue va demanar sancions econòmiques contra el govern de Sud-àfrica. Després de la mort de Joan Pau II, tant Nelson Mandela com l'arquebisbe Desmond Tutu van elogiar el papa per defensar els drets humans i condemnar la injustícia econòmica.

#### Pena de mort
Joan Pau II va ser un oponent franc de la pena de mort, tot i que els papes anteriors havien acceptat la pràctica. En una missa papal a Saint Louis (Missouri), als Estats Units, va dir:
| « | Un signe d'esperança és el creixent reconeixement que mai no s'ha de llevar la dignitat de la vida humana, fins i tot en el cas d'algú que ha fet un gran mal. La societat moderna té els mitjans per protegir-se, sense negar definitivament als criminals l'oportunitat de reformar-se. Reitero el recurs que vaig fer recentment a Nadal per un consens per posar fi a la pena de mort, que és cruel i innecessària. | » |

Durant aquesta visita, Joan Pau II va convèncer el llavors governador de Missouri, Mel Carnahan, per canviar la sentència de mort de l'assassí condemnat Darrell J. Mease a cadena perpètua sense llibertat condicional. Els altres intents de Joan Pau II de reduir la condemna de presoners del corredor de la mort no van tenir èxit. El 1983 va visitar Guatemala i va demanar sense èxit al president del país, Efraín Ríos Montt, que reduís la condemna de sis guerrillers d'esquerres condemnats a mort.
El 2002, va viatjar de nou a Guatemala. En aquest moment, Guatemala era un dels dos països de l'Amèrica Llatina (l'altre era Cuba) on s'aplicava la pena de mort. Joan Pau II va demanar al president guatemalenc, Alfonso Portillo, una moratòria sobre les execucions.

#### Unió Europea
Joan Pau II va pressionar perquè es fes referència a les arrels culturals cristianes d'Europa en el projecte de la Constitució Europea. En la seva exhortació apostòlica de 2003 Ecclesia a Europa, va escriure que «completament (respecta) la naturalesa secular de les institucions (europees)». No obstant això, volia que la Constitució de la Unió Europea consagrés els drets religiosos, incloent-hi el reconeixement dels drets dels grups religiosos d'organitzar-se lliurement, reconèixer la identitat específica de cada denominació i permetre un «diàleg estructurat» entre cada comunitat religiosa i la Unió, i estendre a través de la Unió Europea l'estatut jurídic que gaudeixen les institucions religioses dels estats membres. «Desitjo una vegada més apel·lar aquells que elaboren el futur Tractat Constitucional Europeu perquè inclogui una referència a la religió i, en particular, a l'herència cristiana d'Europa», va dir. El seu desig d'una referència a la identitat cristiana europea a la Constitució va rebre el suport de representants no catòlics de l'Església d'Anglaterra i Esglésies Ortodoxes de Rússia, Romania i Grècia. La demanda de Joan Pau II per incloure una referència a les arrels cristianes d'Europa en la Constitució Europea va ser recolzada per alguns no cristians, com Joseph Weiler, un jueu ortodox practicant i advocat constitucional reconegut, que va dir que la manca d'una referència de la Constitució al cristianisme no era una demostració de neutralitat, sinó més aviat una actitud jacobina.
Al mateix temps, però, Joan Pau II era un partidari entusiasta de la integració europea; en particular, va recolzar l'entrada de Polònia al bloc. El 19 de maig de 2003, tres setmanes abans de la celebració d'un referèndum a Polònia sobre la pertinença a la Unió, el papa es va dirigir als seus compatriotes i els va instar a votar per la pertinença a Polònia a la plaça de Sant Pere de l'Estat de la Ciutat del Vaticà. Mentre que alguns polítics conservadors i polítics catòlics a Polònia es van oposar a l'entrada en la Unió, va dir:
| « | Sé que hi ha molts que s'oposen a la integració. Agraïm la seva preocupació per mantenir la identitat cultural i religiosa de la nostra nació. No obstant això, he de destacar que Polònia ha estat sempre una part important d'Europa. Europa necessita Polònia. L'Església d'Europa necessita el testimoni de fe dels polonesos. Polònia necessita Europa. | » |

El papa va comparar l'entrada de Polònia a la Unió Europea a la Unió de Lublin, que va ser signada el 1564 i va unir el Regne de Polònia i el Gran Ducat de Lituània en una sola nació i va crear una monarquia electiva.

#### Evolució
El 22 d'octubre de 1996, en un discurs a la sessió plenària de l'Acadèmia Pontifícia de Ciències del Vaticà, Joan Pau II va dir sobre l'evolució que «aquesta teoria ha estat acceptada progressivament pels investigadors, després d'una sèrie de descobriments en diversos camps del coneixement. La convergència, ni buscada ni fabricada, dels resultats del treball que es va dur a terme de forma independent és en si mateix un argument significatiu a favor d'aquesta teoria.» L'abraçada de Joan Pau II a la teoria de l'evolució va ser elogiat amb entusiasme pel paleontòleg nord-americà i biòleg evolucionista Stephen Jay Gould, amb el qual va tenir una audiència el 1984.
Encara que generalment acceptava la teoria de l'evolució, Joan Pau II hi va exceptuar l'ànima humana: «Si el cos humà té el seu origen en un material viu que el preexisteix, l'ànima espiritual és immediatament creada per Déu».

#### Guerra de l'Iraq
L'any 2003, va criticar la invasió de l'Iraq de l'any 2003 encapçalada pels Estats Units i va dir que «no a la guerra, la guerra no sempre és inevitable. Sempre és una derrota per a la humanitat». Va enviar el cardenal Pio Laghi, l'antic nunci apostòlic als Estats Units, per parlar amb George W. Bush, el president nord-americà, per expressar la seva oposició a la guerra. Joan Pau II va dir que corresponia a les Nacions Unides resoldre el conflicte internacional a través de la diplomàcia i que una agressió unilateral és un crim contra la pau i una violació del dret internacional. L'oposició del papa a la guerra de l'Iraq li va permetre ser candidat a guanyar el Premi Nobel de la Pau de 2003, que finalment es va atorgar a l'advocat i jutge iranià i destacat defensor dels drets humans, Shirin Ebadi.

#### Teologia de l'alliberament

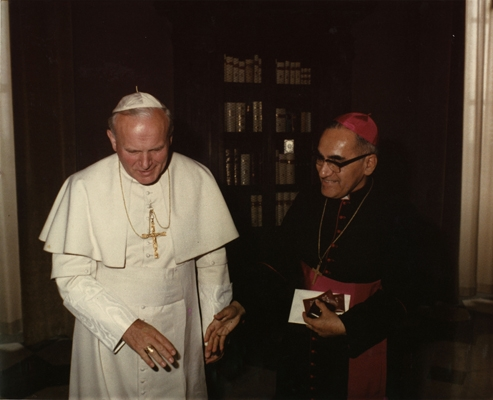
Joan Pau II amb l'arquebisbe Óscar Romero.

El 1984 i el 1986, a través del cardenal Ratzinger com a Prefecte de la Congregació per a la Doctrina de la Fe, Joan Pau II va condemnar oficialment aspectes de la teologia de l'alliberament, que tena molts seguidors a Amèrica del Sud. Visitant a Europa, Óscar Romero intentà sense èxit una condemna del règim de El Salvador per violacions dels drets humans i el seu suport als escamots de la mort. En el seu viatge a Managua, Nicaragua, l'any 1983, Joan Pau II va condemnar durament el que va anomenar la «Església popular» (és a dir, «comunitats eclesials» recolzades pel CELAM), i les tendències del clergat nicaragüenc de donar suport als sandinistes, recordant al clergat les seves obligacions d'obediència cap a la Santa Seu. Durant aquesta visita Ernesto Cardenal, sacerdot i ministre del govern sandinista, es va agenollar per besar-li la mà. Joan Pau la va retirar i li va dir mentre que l'assenyalava amb el dit: «Cal redreçar la vostra posició amb l'església».

#### Crim organitzat
Joan Pau II va ser el primer pontífex a lluitar activament contra la violència de la màfia al sud d'Itàlia. El 1993, durant una peregrinació a Agrigent, Sicília, va apel·lar al mafiosos: «Jo dic als responsables: ‘Convertiu-vos! Un dia, el judici de Déu arribarà!’». El 1994, va visitar Catània i va convidar les víctimes de la violència de la màfia a «aixecar-se i encobrir-vos a la llum i la justícia». El 1995, la màfia va bombardejar dues esglésies històriques a Roma. Alguns creien que era una venjança contra el papa per les seves denúncies del crim organitzat.

#### Guerra del Golf Pèrsic
Entre 1990 i 1991, una coalició de 34 nacions dirigida pels Estats Units va fer una guerra contra l'Iraq de Saddam Hussein, que havia envaït i annexat Kuwait. Joan Pau II es va oposar vehementment a aquesta guerra. Al llarg del conflicte, va recórrer a la comunitat internacional per aturar-la, i després d'haver-se dut a terme iniciatives diplomàtiques dirigides a negociar la pau a l'Orient Mitjà. En la seva encíclica Centesimus Annus de 1991, Joan Pau II va condemnar durament el conflicte:
| « | No, mai una guerra que nou, que destrueix les vides de persones innocents, ensenya com matar, esclata la vida dels que fan l'assassinat i deixa enrere un rastre de ressentiment i odi, fent que sigui encara més difícil trobar una solució justa dels mateixos problemes que van provocar la guerra. | » |

L'abril del 1991, durant el missatge Urbi et Orbi de diumenge a la Basílica de Sant Pere, Joan Pau II va demanar a la comunitat internacional que «digués i escoltés les aspiracions ignorades dels pobles oprimits». Va nomenar específicament els kurds, un poble que estava lluitant contra una guerra civil contra les tropes de Saddam Hussein a l'Iraq, com una d'aquestes pobles, i es va referir a la guerra com una «foscor amenaçant a la terra». Durant aquest temps, el Vaticà va expressar la seva frustració amb la ignorància internacional de les crides del papa a la pau a l'Orient Mitjà.

#### El genocidi ruandès
Joan Pau II va ser el primer líder mundial a descriure com a genocidi la massacre dels tutsis a mans dels hutus al país majoritàriament catòlic de Rwanda, que va començar el 1990 i va arribar a l'apogeu el 1994. Va demanar un alto el foc i va condemnar les massacres el 10 d'abril i del 15 de maig de 1990. El 1995, durant la seva tercera visita a Kenya davant d'una audiència de 300.000 persones, va advocar per acabar amb la violència a Rwanda i Burundi, demanant perdó i reconciliació com a solució al genocidi. Va dir als refugiats ruandesos i burundians que «estava a prop d'ells i compartia el seu immens dolor». Va dir:
| « | El que està passant en els vostres països és una terrible tragèdia que ha d'acabar. Durant el Sínode africà, nosaltres, els pastors de l'Església, sentim el deure d'expressar la nostra consternació i de posar en marxa un recurs de perdó i reconciliació. Aquesta és l'única forma de dissipar les amenaces de l'etnocentrisme que s'estan estenent sobre Àfrica en aquests dies i que han afectat tan brutalment a Rwanda i Burundi. | » |

#### Vistes sobre la sexualitat
Mentre prenia una posició tradicional sobre la sexualitat humana, mantenint l'oposició de l'Església contra els actes homosexuals, Joan Pau II va afirmar que les persones amb inclinacions homosexuals tenen la mateixa dignitat i drets inherents que tothom. En el seu llibre Memòria i identitat es va referir a les«fortes pressions» del Parlament Europeu per reconèixer les unions homosexuals com un tipus alternatiu de família, amb el dret d'adoptar fills. En el llibre, com va citar Reuters, va escriure: «És legítim i necessari preguntar-se si això no és part d'una nova ideologia del mal, més subtil i oculta, potser, d'intentar explotar els drets humans en contra de l'home i contra la família». Un estudi de 1997 va determinar que el 3% de les declaracions del papa eren sobre la moral sexual.

### Reforma del dret canònic
Joan Pau II va completar una reforma a gran escala del sistema legal de l'Església Catòlica, llatina i oriental, i una reforma de la Cúria romana.
El 18 d'octubre de 1990, quan es va promulgar el Codi de Canons de les Esglésies Orientals, Joan Pau II va afirmar
| « | Per la publicació d'aquest Codi, l'ordenament canònic de tota l'Església es completa, seguint tal com ho fa ... la Constitució Apostòlica sobre la Cúria Romana de 1988, que s'afegeix als dos Codis com a instrument primari de el pontífex romà per "la comunió que s'uneix, com era, tota l'Església" | » |

El 1998, el Papa Joan Pau II va publicar el motu proprio Ad tuendam fidem, que va modificar dos cànons (750 i 1371) del Codi de Dret Canònic de 1983 i dos cànons (598 i 1436) del Codi de Canons de les Esglésies Orientals de 1990.

#### Codi de Dret Canònic de 1983
El 25 de gener de 1983, amb la Constitució Apostòlica Sacrae disciplinae leges, Joan Pau II va promulgar l'actual Codi de Dret Canònic per a tots els membres de l'Església Catòlica que pertanyien a l'Església Llatina. Va entrar en vigor el primer diumenge del següent Advent, el 27 de novembre de 1983. Joan Pau II va descriure el nou Codi com "l'últim document del Vaticà II". Edward N. Peters va fer referència al Codi de 1983 com el "Codi Johanno-Pauline" paral·lelament al codi "Pius-Benedictí" de 1917 que va reemplaçar.

#### Codi de cànons de les esglésies orientals
El Papa Joan Pau II va promulgar el Codi de Canons de les Esglésies Orientals (CCEO) el 18 d'octubre de 1990, pel document Sacri Canones. El CCEO va entrar en vigor la llei l'1 d'octubre de 1991. És la codificació de les porcions comunes del dret canònic per a 23 de les 24 esglésies sui iuris de l'església catòlica que són les esglésies catòliques orientals. Està dividit en 30 títols i té un total de 1540 cànons.

#### Pastor Bonus
Joan Pau II va promulgar la constitució apostòlica Pastor bonus el 28 de juny de 1988. Va instituir una sèrie de reformes en el procés d'execució de la Cúria. La Pastor Bonus va exposar amb detall l'organització de la Cúria romana, especificant precisament els noms i la composició de cada dicasteri i enumerant les competències de cadascun. Va reemplaçar la llei especial anterior, Regimini Ecclesiæ universæ, que va ser promulgada per Pau VI el 1967.

### Catecisme de l'Església catòlica
L'11 d'octubre de 1992, en la seva constitució apostòlica Fidei depositum. (El Dipòsit de la Fe), Joan Pau II va ordenar la publicació del Catecisme de l'Església Catòlica.
Va declarar que la publicació era "una norma segura per ensenyar la fe (...). Un text de referència segur i autèntic per a l'ensenyament de la doctrina catòlica i, en particular, per preparar els catecismes locals". Era "encoratjar i ajudar a redactar nous catecismes locals [aplicables i fidels]" en lloc de substituir-los.

### Paper en la caiguda de dictadures
El Papa Joan Pau II ha estat acreditat amb un canvi polític inspirador que no només va conduir al col·lapse del comunisme a la seva Polònia nativa i eventualment a tota l'Europa de l'Est, sinó també a molts països governats per dictadors. En paraules de Joaquín Navarro-Valls, secretari de premsa de Joan Pau II:
| « | El fet únic de l'elecció de Joan Pau II el 1978 ho va canviar tot. A Polònia, tot va començar. No a l'Alemanya de l'Est ni a Txecoslovàquia. Tot seguit es va difondre tot. Per què el 1980 va encapçalar el camí a Gdansk? Per què van decidir ara o mai? Solament perquè hi havia un papa polonès. Va estar a Xile i Pinochet va sortir. Va estar a Haití i Duvalier va sortir. Va estar a les Filipines i Marcos estava fora. En moltes d'aquestes ocasions, la gent vindria aquí al Vaticà agraint al Sant Pare que canviés les coses. | » |

#### Xile
Abans de la peregrinació de Joan Pau II a Amèrica Llatina, durant una reunió amb periodistes, va criticar el règim d'Augusto Pinochet com a "dictatorial". En paraules de The New York Times, va utilitzar un "llenguatge extraordinàriament fort" per criticar a Pinochet i va afirmar als periodistes que l'Església a Xile no només havia de resar, sinó que havia de lluitar activament per la restauració de la democràcia a Xile.

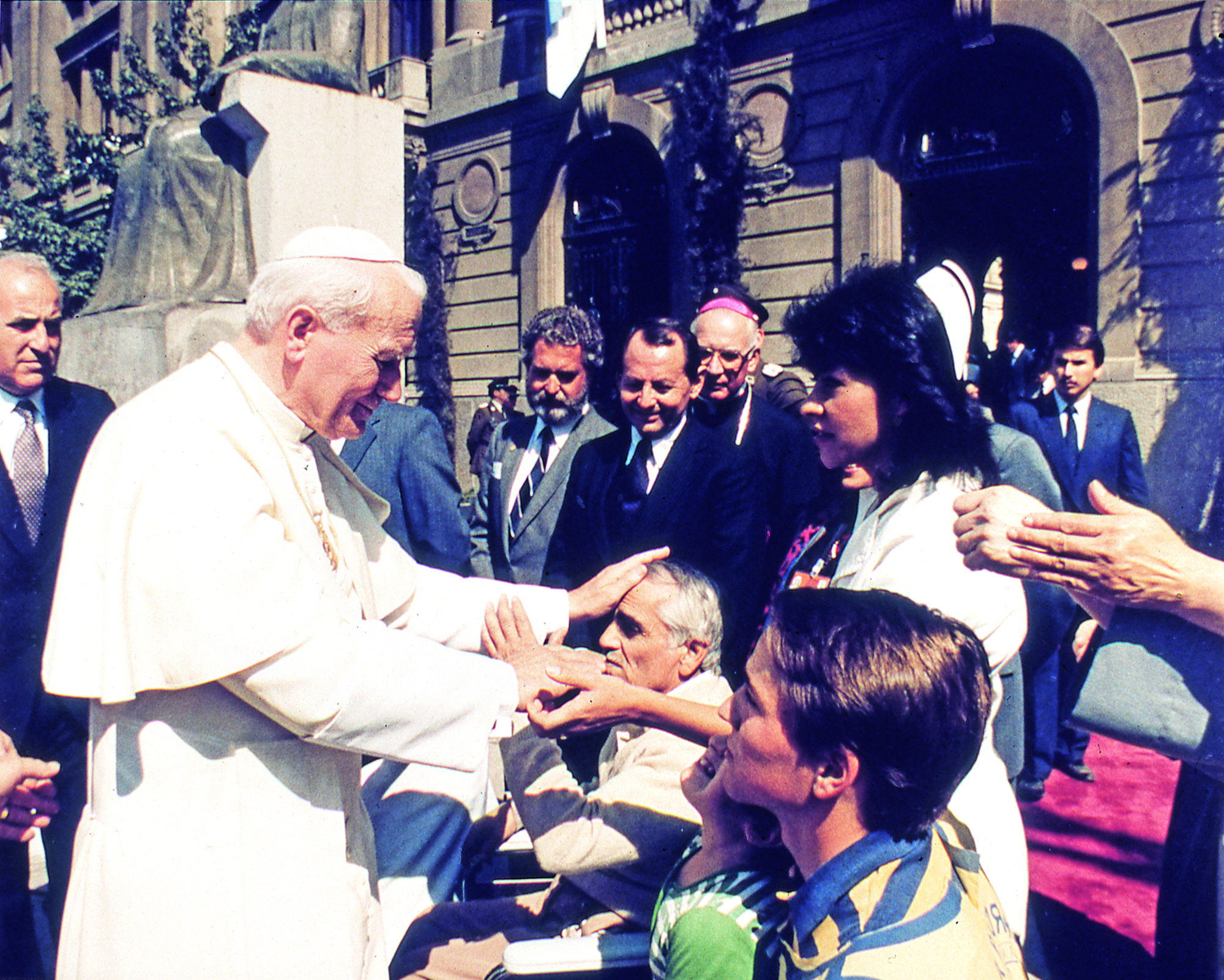
Visita de Joan Pau II a la Pontifícia Universitat Catòlica de Xile, 1987

Durant la seva visita a Xile el 1987, Joan Pau II va demanar als 31 bisbes catòlics de Xile que fessin campanya per a eleccions lliures al país. Segons George Weigel i el cardenal Stanisław Dziwisz, va animar a Pinochet a acceptar una obertura democràtica del règim i fins i tot va demanar la seva renúncia. Segons Monsenyor Sławomir Oder, el postulador de la causa de beatificació de Joan Pau II, les paraules de Joan Pau a Pinochet van tenir un profund impacte sobre el dictador xilè. El papa confià a un amic: «Vaig rebre una carta de Pinochet en què em va dir que, com a catòlic, havia escoltat les meves paraules, les havia acceptat i havia decidit iniciar el procés per canviar el lideratge del seu país.»
Durant la seva visita a Xile, Joan Pau II va donar suport al Vicariat de Solidaritat, l'organització prodemocràcia i anti-Pinochet dirigida per l'Església. Joan Pau II va visitar les oficines del Vicariat de Solidaritat, va parlar amb els seus treballadors i "els va demanar que continuessin la seva feina, destacant que l'Evangeli insisteix constantment en el respecte dels drets humans". Mentre que es trobà a Xile, el papa Joan Pau II va fer gestos de suport públic de l'oposició democràtica anti-Pinochet al país. Per exemple, va abraçar i va besar a Carmen Gloria Quintana, una jove estudiant cremada viva per la policia xilena i li va dir que «hem de pregar per la pau i la justícia a Xile». Més tard, es va reunir amb diversos grups d'oposició, inclosos els que havien estat declarats il·legals pel govern de Pinochet. L'oposició va elogiar a Joan Pau II per denunciar a Pinochet com un "dictador", perquè molts membres de l'oposició de Xile van ser perseguits per declaracions molt més suaus. El bisbe Carlos Camus, un dels crítics més durs de la dictadura de Pinochet dins de l'Església xilena, va elogiar la postura de Joan Pau II durant la visita papal: «Estic bastant commogut, perquè el nostre pastor ens recolza totalment. Ningú mai no podrà dir que nosaltres interferim en la política quan defensem la dignitat humana». Va afegir: «Cap país que ha visitat el Papa ha seguit sent el mateix després de la seva partida. La visita del Papa és una missió, un extraordinari catecisme social, i la seva estada aquí quedarà gravada a la història xilena.»
Alguns han acusat erròniament a Joan Pau II d'afirmar el règim de Pinochet apareixent amb el governant xilè en públic. No obstant això, el cardenal Roberto Tucci, organitzador de les visites de Joan Pau II, va revelar que Pinochet va enganyar al pontífex dient-li que el portaria a la seva sala d'estar, mentre que en realitat el va portar al seu balcó. Tucci afirma que el pontífex estava "furiós".

#### Haití
El Papa Joan Pau II va visitar Haití el 9 de març de 1983, quan el país va ser governat per Jean-Claude "Baby Doc" Duvalier. Va criticar bruscament la pobresa del país, dirigint-se directament a Duvalier i a la seva dona, Michèle Bennett, davant d'una gran multitud d'haitians:
| « | El teu és un país bonic ric en recursos humans, però els cristians no poden ignorar la injustícia, l'excessiva desigualtat, la degradació de la qualitat de vida, la misèria, la fam, la por que pateix la majoria de la gent. | » |

Joan Pau II va parlar en francès i ocasionalment en crioll, i en l'homilia va esbossar els drets humans bàsics que la majoria dels haitians mancaven:«Ll'oportunitat de menjar prou, tenir cura quan està malalt, trobar habitatge, estudiar, superar l'analfabetisme, trobar feina valuosa i degudament remunerada, tot allò que proporciona una vida realment humana per a homes i dones, per a joves i grans». Després de la peregrinació de Joan Pau II, l'oposició haitiana a Duvalier freqüentment va reproduir i va citar el missatge del papa. Poc abans d'abandonar Haití, Joan Pau II va demanar el canvi social a Haití dient: «Aixequeu els vostres caps, tingueu en compte la vostra dignitat d'homes creats a la imatge de Déu ...»
La visita de Joan Pau II va inspirar protestes massives contra la dictadura de Duvalier. En resposta a la visita, 860 sacerdots i treballadors de l'Església van signar un comunicat que va comprometre a l'Església a treballar en nom dels pobres. El 1986, Duvalier va ser deposat en un aixecament.

#### Paraguai
El col·lapse de la dictadura del general Alfredo Stroessner de Paraguai estava vinculat, entre altres coses, a la visita de Joan Pau II al país sud-americà el 1989. D'ençà que Stroessner prengué el poder a través d'un cop d'estat el 1954, els bisbes de Paraguai cada vegada van criticar la règim d'abusos contra els drets humans, eleccions rigoroses i economia feudal del país. Durant la seva reunió privada amb Stroessner, Joan Pau II va dir al dictador:
| « | La política té una dimensió ètica fonamental perquè és primer i principalment un servei per a l'home. L'Església pot i ha de recordar als homes -i especialment als que governen- els seus deures ètics per al bé de tota la societat. L'Església no es pot aïllar dins dels seus temples, igual que les consciències dels homes no es poden aïllar de Déu. | » |

Més tard, durant una missa, el Papa Joan Pau II va criticar el règim per empobrir els camperols i els aturats, al·legant que el govern havia de donar més accés a la terra als ciutadans. Encara que Stroessner va intentar impedir-li que ho fes, el Papa Joan Pau II es va reunir amb els líders de l'oposició en un estat d'un sol partit.

### Paper en la caiguda del bloc comunista

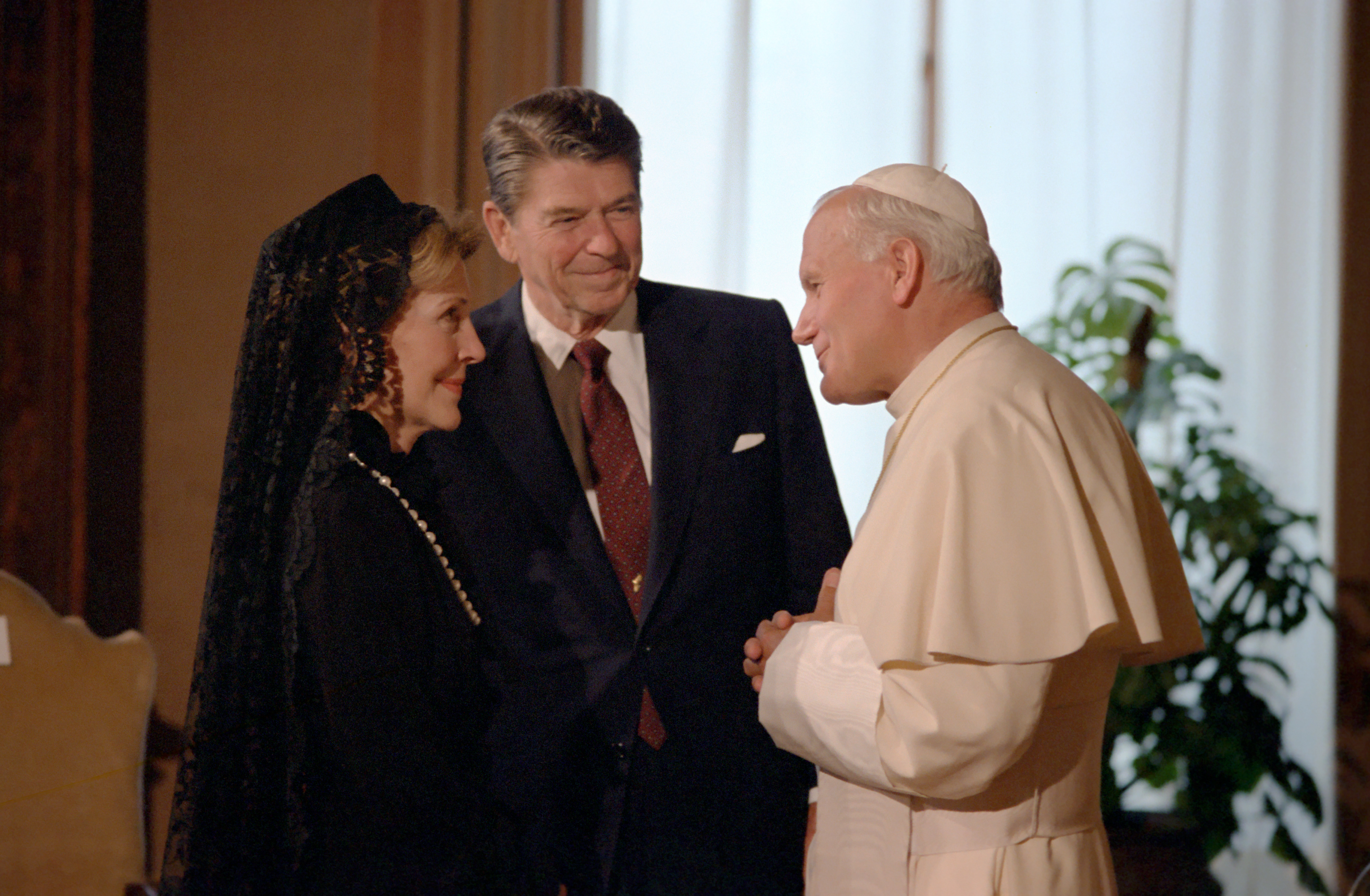
El President dels Estats Units Ronald Reagan i la seva esposa Nancy amb Joan Pau II (1982)

Joan Pau II ha estat acreditat com un instrument decisiu en la caiguda del comunisme a Europa central i oriental, per ser la inspiració espiritual darrere de la seva caiguda i el seu catalizador per a "una revolució pacífica "a Polònia. Lech Wałęsa, el fundador de Solidaritat i el primer president de Polònia postcomunista, va acreditar a Joan Pau II que donés als polonesos el valor d'exigir canvis. Segons Wałęsa, «abans del seu pontificat, el món estava dividit en blocs. Ningú no sabia desfer el comunisme. A Varsòvia, el 1979, simplement va dir: "No tingueu por", i més tard va pregar: "Deixeu que el vostre Esperit descendeixi i canviï la imatge de la terra... aquesta terra». També s'ha afirmat àmpliament que la Banca Vaticana finançà generosament Solidaritat.

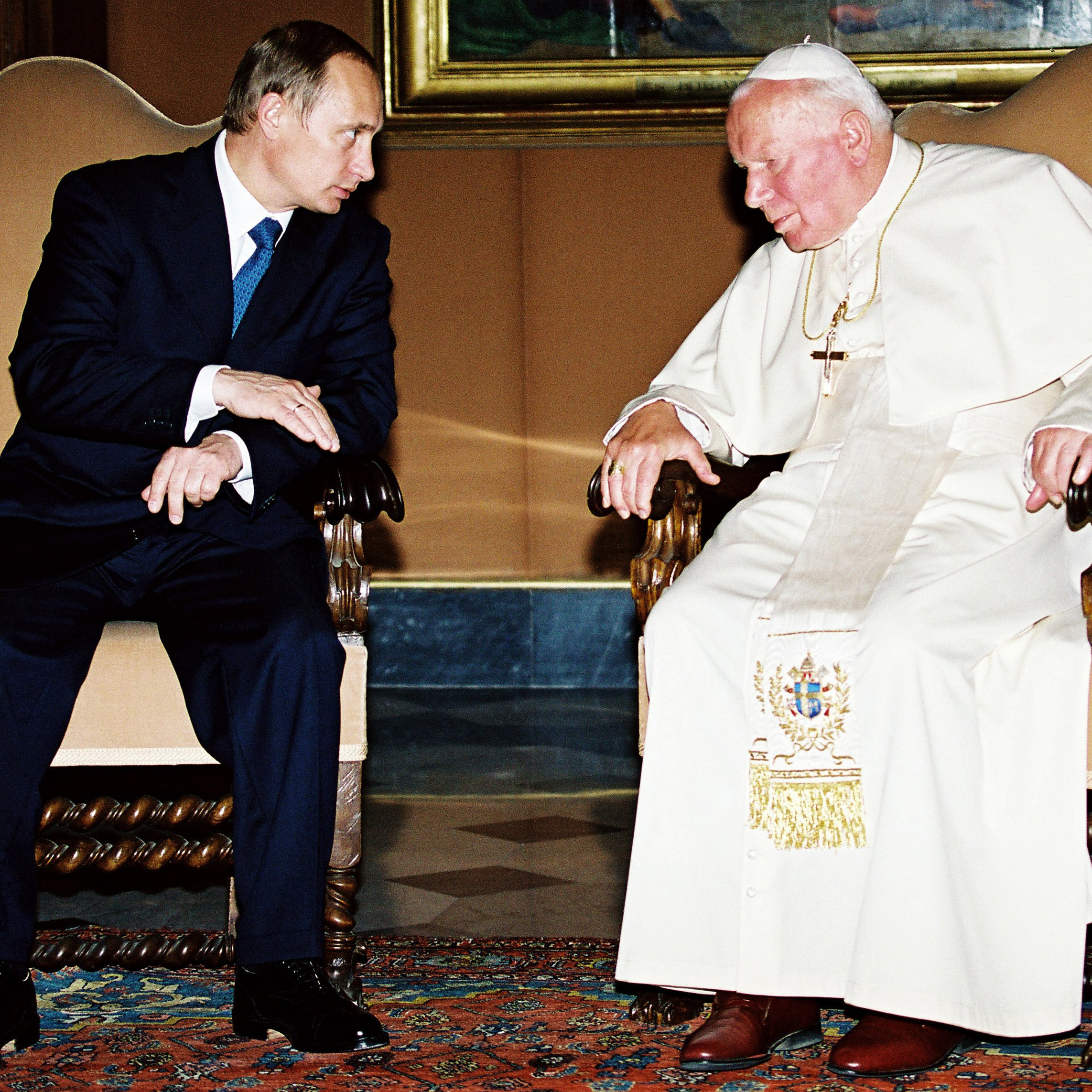
El president rus Vladímir Putin es va reunir amb Joan Pau II el juny de 2000.

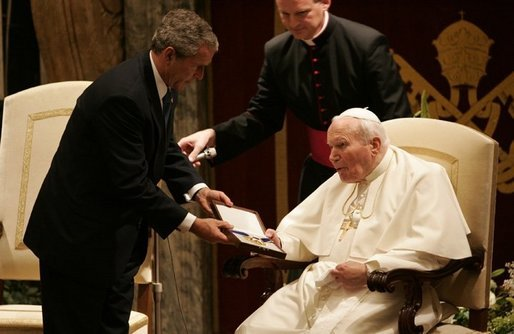
El president dels Estats Units, George W. Bush, va presentar la Medalla Presidencial de la Llibertat a Joan Pau II el juny de 2004

La correspondència del President dels Estats Units Ronald Reagan amb el Papa revela que «un esforç continu per reforçar el suport del Vaticà a les polítiques nord-americanes. Potser, de manera sorprenent, els comunicats mostren que, fins a 1984, el Papa no creia que el govern polonès comunista pogués ser canviat.»
L'historiador britànic Timothy Garton Ash, qui es descriu com un "liberal agnòstic", va dir poc després de la mort de Joan Pau II:
| « | Ningú no pot demostrar de manera concloent que va ser una de les principals causes del final del comunisme. No obstant això, les principals personalitats de tots els costats, no només Lech Wałęsa, el líder de la Solidaritat polonesa, sinó també l'oponent de la Solidaritat, el general Wojciech Jaruzelski; no només l'expresident nord-americà, George Bush Pare, sinó també l'ex president soviètic, Mikhaïl Gorbatxov, ara estan d'acord que ho va ser. Argumentaria el cas històric en tres passos: sense el Papa polonès, ni una revolució solidària a Polònia el 1980; sense Solidaritat, cap canvi dramàtic en la política soviètica cap a l'est d'Europa sota Gorbatxov; sense aquest canvi, sense revolucions de vellut el 1989. | » |

Al desembre de 1989, Joan Pau II es va reunir amb el líder soviètic Mikhaïl Gorbatxov al Vaticà i cadascun expressava el seu respecte i admiració per l'altre. Gorbatxov va dir una vegada: «El col·lapse del teló d'acer hagués estat impossible sense Joan Pau II». Sobre la mort de Joan Pau II, Mikhail Gorbachev va dir: «La devoció dels seus seguidors al Papa Joan Pau II és un exemple notable per a tots».
El 4 de juny de 2004, el president dels Estats Units, George W. Bush, va presentar la Medalla Presidencial de la Llibertat, el màxim honor civil dels Estats Units, a Joan Pau II durant una cerimònia al Palau apostòlic. El president va llegir la cita que acompanyava la medalla, que reconeixia «aquest fill de Polònia, que el seu suport a la pau i la llibertat de principis ha inspirat milions i ha ajudat a derrocar el comunisme i la tirania». Després de rebre el premi, Joan Pau II va dir: «Que el desig de llibertat, pau, un món més humà simbolitzat per aquesta medalla inspiri homes i dones de bona voluntat en cada moment i lloc».

#### Intent comunista d'humiliar Joan Pau II
El 1983, el govern comunista de Polònia va tractar sense èxit humiliar a Joan Pau II falsament dient que havia tingut un fill il·legítim. La secció D de la Służba Bezpieczeństwa (SB), el servei de seguretat, va tenir una acció anomenada "Triangolo" per dur a terme operacions criminals contra l'Església Catòlica; l'operació abastà totes les accions hostils poloneses contra el papa. El capità Grzegorz Piotrowski, un dels assassins de Jerzy Popiełuszko, va ser el líder de la secció D. Van drogat a Irena Kinaszewska, la secretària de la revista catòlica setmanal de Cracòvia, Tygodnik Powszechny, on Karol Wojtyla havia treballat i, sense èxit, va intentar fer que ella admetés haver tingut relacions sexuals amb ell.
A continuació, el SB va intentar comprometre al sacerdot de Cracòvia, Andrzej Bardecki, un editor de Tygodnik Powszechny i un dels amics més propers del cardenal Karol Wojtyła abans de convertir-se en papa, plantant falses memòries a la seva residència, però Piotrowski va ser exposat i les falsures van ser trobades i destruïdes abans que el SB pogués "descobrir-los".

### Relacions amb altres esglésies i religions
Joan Pau II va viatjar molt i es va reunir amb creients de moltes religions divergents. En el Dia Mundial de la Pregària per la Pau, celebrat a Assís el 27 d'octubre de 1986, més de 120 representants de diferents religions i denominacions van passar un dia de dejuni i pregària.

#### Anglicanisme
Joan Pau II va tenir bones relacions amb l'Església d'Anglaterra. Va ser el primer papa regnant a viatjar al Regne Unit, el 1982, on va conèixer a la reina Elisabeth II, el Governador suprem de l'Església d'Anglaterra. Va predicar a la catedral de Canterbury i va rebre a Robert Runcie, l'arquebisbe de Canterbury. Va dir que estava decebut per la decisió de l'Església d'Anglaterra d'ordenar dones i ho veia a com un pas enrere de la unitat entre la Comunió Anglicana i l'Església Catòlica.
El 1980, Joan Pau II va emetre una disposició pastoral que permetia que els sacerdots episcopals casats es convertissin en sacerdots catòlics i que acceptessin les parròquies de l'Església Episcopal a l'Església Catòlica. Va permetre la creació de l'ús anglicà del ritu llatí, que incorpora el llibre anglicà d'oració comuna. Va ajudar a establir l'Església Catòlica de la Mare de Déu de l'Expedició, juntament amb l'arquebisbe Patrick Flores de San Antonio, Texas, com a parròquia inaugural de la litúrgia d'ús anglicà.

#### Animisme
En el seu llibre-entrevista "Travessant el llindar de l'esperança" amb el periodista italià Vittorio Messori publicat el 1995, Joan Pau II dibuixa paral·lelismes entre l'animisme i el cristianisme. Afirma que:
| « | ...Seria útil recordar ... les religions animistes que fan referència al culte ancestral. Sembla que els qui la practiquen són particularment propers al cristianisme, i entre ells, els missioners de l'Església també tenen més facilitat per parlar un idioma comú. Hi ha, potser, en aquesta veneració d'avantpassats una mena de preparació per a la fe cristiana en la comunió dels sants, en què tots els creients, ja sigui vius o morts, formen una sola comunitat, un únic cos? […] No hi ha res estrany, doncs, que els animistes africans i asiàtics es puguin convertir en creients en Crist més fàcilment que els seguidors de les grans religions del Llunyà Orient. | » |

El 1985, el papa va visitar el país africà de Togo, on el 60% de la població defensava creences animistes. Per honrar al papa, els líders religiosos animistes el van trobar en un santuari marítim catòlic al bosc, molt per a la delícia del pontífex. Joan Pau II va procedir a demanar la necessitat de la tolerància religiosa, elogià la naturalesa i emfatitzava elements comuns entre l'animisme i el cristianisme, dient:
| « | La natura, exuberant i esplèndida en aquesta zona de boscos i llacs, impregna els esperits i els cors amb el seu misteri i els orienta espontàniament cap al misteri d'Aquell que és l'autor de la vida. És aquest sentiment religiós que us anima i un pot dir que anima a tots els vostres compatriotes. | » |

Durant la investidura del president Thomas Yayi Boni de Benín, amb el títol de cap ioruba el 20 de desembre de 2008, el regnant Ooni d'Ile-Ife, Nigèria, Olubuse II, es va referir al Papa Joan Pau II com a destinatari anterior del mateix honor reial.

#### Església apostòlica armènia
Joan Pau II va tenir bones relacions amb l'Església Apostòlica Armènia. El 1996, va acostar l'església catòlica i l'església armènia per acordar amb l'arquebisbe armeni Karekin II la naturalesa de Crist. Durant una audiència l'any 2000, Joan Pau II i Karekin II, per llavors el catholicos de tots els armenis, van emetre una declaració conjunta que condemnava el genocidi armeni. Mentrestant, el papa va donar a Karekin les relíquies de Sant Gregori l'Il·luminador, primer cap de l'Església armènia, conservades a Nàpols durant 500 anys. Al setembre de 2001, Joan Pau II va fer una peregrinació de tres dies a Armènia per participar en una celebració ecumènica amb Karekin II a la recentment consagrada Catedral de Sant Gregori Il·luminador a Erevan. Els dos líders de l'Església van signar una declaració recordant les víctimes del genocidi armeni.

#### Budisme
Tenzin Gyatso, el 14è Dalai Lama, va visitar Joan Pau II vuit vegades. Els dos homes van tenir moltes visions similars i van entendre situacions semblants, ambdues procedents de les nacions afectades pel comunisme i ambdós servint com a caps de grans organismes religiosos. Com a arquebisbe de Cracòvia, molt abans el XIV Dalai Lama era una figura de fama mundial, Wojtyła va celebrar missions especials per pregar per la lluita no-violenta del poble tibetà per la llibertat de la Xina maoista. Durant la seva visita a Sri Lanka el 1995, un país on la majoria de la població s'adhereix al budisme Theravada, Joan Pau II va expressar la seva admiració pel budisme:
| « | En particular, expresso la meva més alta consideració pels seguidors del budisme, la religió majoritària a Sri Lanka, amb els seus... quatre grans valors de... bondat amorosa, compassió, alegria simpàtica i equanimitat; amb les seves deu virtuts transcendentals i les alegries de la Sangha expressades tan bellament en les Theragathas. Espero ardientemente que la meva visita serveixi per enfortir la bona voluntat entre nosaltres i que assegurarà a tots els desitjos de la Església catòlica un diàleg interreligiós i la cooperació per construir un món més just i fraternal. A tots, estic ampliant la mà de l'amistat, recordant les esplèndides paraules del Dhammapada: «Millor que mil paraules inútils és una sola paraula que dona pau...» | » |

#### Església ortodoxa oriental
El maig de 1999, Joan Pau II va visitar Romania per invitació del Patriarca Teoctist Arăpaşu de l'Església Ortodoxa Romanesa. Aquesta va ser la primera vegada que un papa visitava un país predominantment ortodox oriental des del Gran Cisma del 1054. A la seva arribada, el patriarca i el president de Romania, Emil Constantinescu, van rebre el papa. El Patriarca va declarar: «El segon mil·lenni de la història cristiana va començar amb una dolorosa ferida de la unitat de l'Església: el final d'aquest mil·lenni ha vist un veritable compromís per restaurar la unitat cristiana».
Els dies 23 i 27 de juny de 2001, Joan Pau II va visitar Ucraïna, una altra nació fortament ortodoxa, per invitació del president d'Ucraïna i dels bisbes de l'Església grecocatòlica ucraïnesa. El papa va parlar amb líders del Consell d'Esglésies i organitzacions religioses d'Ucraïna, i va demanar «un diàleg obert, tolerant i honest». Aproximadament 200.000 persones van assistir a les litúrgies celebrades pel Papa a Kíev, i la litúrgia a Lviv va reunir gairebé un milió i mig de fidels. Joan Pau II va dir que el final del Gran Cisma era un dels seus desitjos més afortunats. Divisions curatives entre els catòlics i les esglésies ortodoxes orientals relatives a les tradicions llatines i gregues eren clarament de gran interès personal. Durant molts anys, Joan Pau II va tractar de facilitar el diàleg i la unitat que va afirmar a principis de 1988 a Euntes in mundum: «Europa té dos pulmons, mai no respirarà fàcilment fins que els utilitzi.»
Durant els viatges de 2001, Joan Pau II es va convertir en el primer papa a visitar Grècia en 1291 anys. A Atenes, el papa es va reunir amb l'arquebisbe Christodoulos, el cap de l'Església de Grècia. Després d'una reunió privada de 30 minuts, els dos van parlar públicament. Christodoulos va llegir una llista de "13 delictes" de l'Església catòlica contra l'Església ortodoxa oriental des del Gran Cisma, incloent-hi el saqueig de Constantinoble pels croats en 1204, i va lamentar la manca de disculpes de l'Església Catòlica, dient que «fins ara, no s'ha escoltat cap sol·licitud de perdó pels croats maniacs del segle xiii».
El papa va respondre dient: «Per a les ocasions passades i presents, quan fills i filles de l'Església catòlica han pecat per acció o omissió contra els seus germans i ortodoxos, el Senyor ens concedeix el perdó», al que Christodoulos immediatament va aplaudir. Joan Pau II va dir que el saqueig de Constantinoble era font de "profunds pesar" per als catòlics. Més tard, Joan Pau II i Cristodoulos es van reunir en un lloc on sant Pau havia predicat una vegada als cristians atenesos. Van emetre una "declaració comuna", dient que «farem tot el que estigui al nostre abast, de manera que es puguin preservar les arrels cristianes d'Europa i la seva ànima cristiana... Condemnem tot recurs a la violència, el proselitisme i el fanatisme, en nom de religió». Els dos líders van dir llavors el parenostre, trencant un tabú ortodox contra pregar amb els catòlics.
El papa va dir al llarg del seu pontificat que un dels seus grans somnis era visitar Rússia, on la seva trobada amb el Patriarca Aleix II suposaria un gran pas a la unitat dels cristians, però això mai va ocórrer. Va intentar resoldre els problemes que havien sorgit durant segles entre les esglésies catòliques i ortodoxes russes, i el 2004 els va donar una còpia de 1730 de la icona perduda de la Mare de Déu de Kazan.

#### Islam

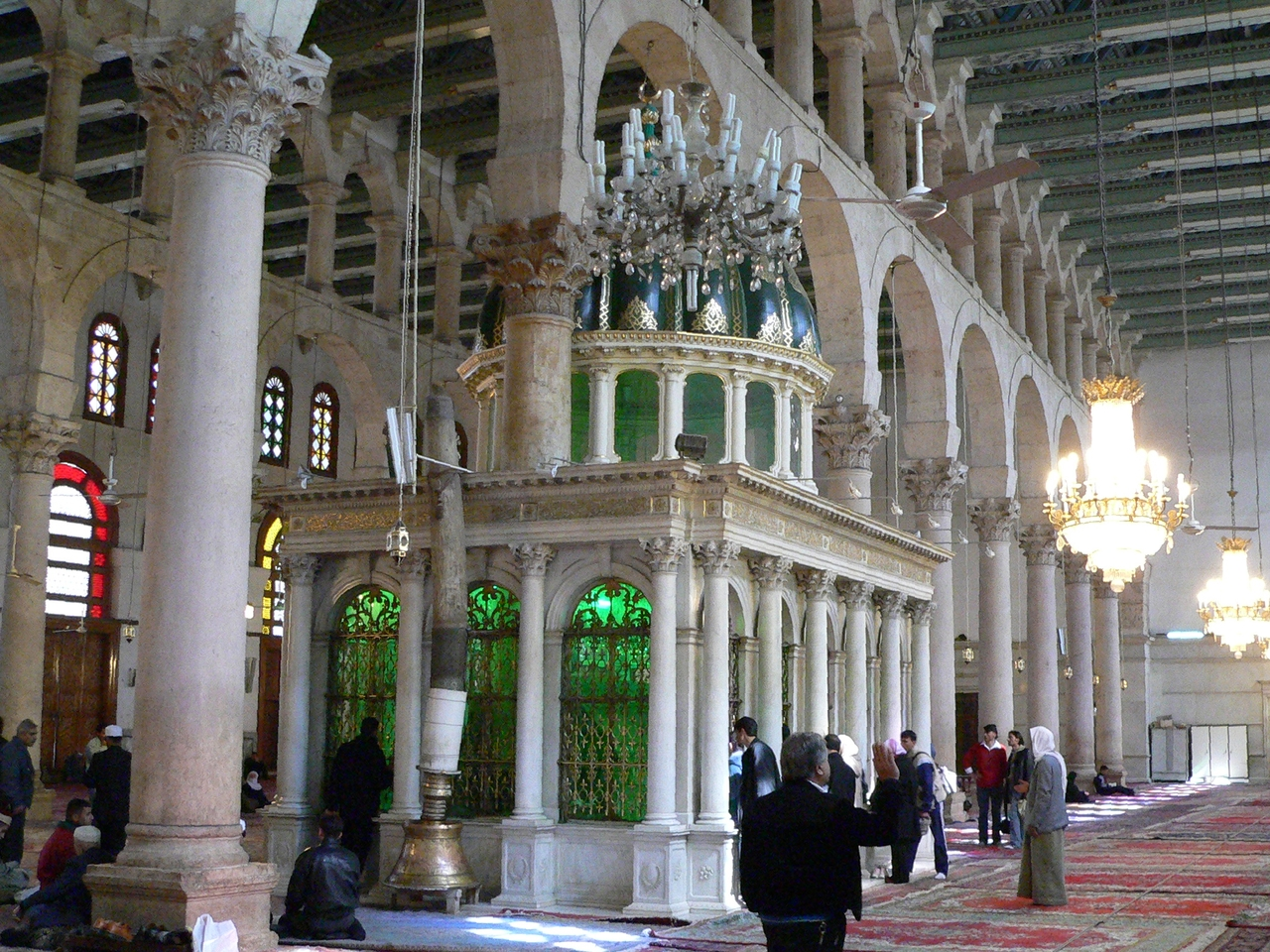
Joan Pau II va ser el primer papa a entrar i pregar en una mesquita, visitant la tomba de Joan Baptista a la mesquita dels Omeies de Damasc.

Joan Pau II va fer esforços considerables per millorar les relacions entre el catolicisme i l'islam.
El 6 de maig de 2001 va ser el primer papa catòlic a entrar i resar en una mesquita, la mesquita dels Omeies a Damasc a Síria. Traient-se les sabates, va entrar a l'antiga església cristiana de l'època romana d'Orient dedicada a Joan Baptista, que també és venerat com a profeta de l'islam. Va pronunciar un discurs que incloïa la declaració: «Per tots els temps que els musulmans i els cristians s'han ofès els uns als altres, hem de buscar el perdó del Totpoderós i oferir-nos el perdó». Va besar l'Alcorà a Síria, un acte que li va fer popular entre els musulmans però que va molestar a molts catòlics.
El 2004, Joan Pau II va acollir el Concert Papal de la Reconciliació, que va reunir els líders de l'islam amb els líders de la comunitat jueva i de l'Església catòlica al Vaticà per a un concert del Cor Filarmònic de Cracòvia, el Cor Filarmònic de Londres, l'Orquestra Simfònica de Pittsburgh i el Cor Polifònic d'Ankara. L'esdeveniment va ser concebut i dirigit per Sir Gilbert Levine i es va transmetre per tot el món.
Joan Pau II va supervisar la publicació del Catecisme de l'Església Catòlica, que fa una disposició especial per als musulmans; hi escriu: «El designi salvador abasta també aquells que reconeixen el Creador: entre els quals cal citar, en primer lloc, els musulmans. Honorant-se de tenir la fe d'Abraham, adoren com nosaltres un sol Déu, misericordiós i jutge dels homes a la fi del món»

#### Jainisme
El 1995, Joan Pau II va celebrar una reunió amb 21 jains, una secta que es va separar del cos principal de l'hinduisme el 600 aC, organitzada pel Consell Pontifici per al Diàleg Interreligiós. Va lloar Mohandas Gandhi per la seva «fe inquebrantable en Déu», va assegurar als jains que l'Església catòlica continuarà diàleg amb els i va parlar de la necessitat comuna d'ajudar els pobres. Els líders jains van quedar impressionats per la «transparència i simplicitat» del papa, i la reunió va rebre molta atenció a l'estat de Gujarat a l'oest de l'Índia, on hi ha molts jains.

#### Judaisme
Les relacions entre el catolicisme i el judaisme van millorar durant el seu pontificat. Va parlar amb freqüència sobre la relació de l'Església amb el judaïsme.
El 1979, va visitar el camp de concentració d'Auschwitz a Polònia, on molts dels seus compatriotes (en la seva majoria jueus) havien mort durant l'ocupació nazi de Polònia. El 1998 va publicar Recordem: una reflexió sobre l'Holocaust. Va ser el primer pape conegut que va visitar oficialment una sinagoga, la Gran Sinagoga de Roma el 13 d'abril de 1986.
El 30 de desembre de 1993, va establir relacions diplomàtiques formals entre la Santa Seu i l'Estat d'Israel, i va reconèixer la seva centralitat en la vida i la fe jueves.
El 7 d'abril de 1994 va acollir el Concert papal per commemorar l'Holocaust. Va ser el primer esdeveniment del Vaticà dedicat a la memòria dels sis milions de jueus assassinats a la Segona Guerra Mundial. Aquest concert, concebut i dirigit pel director nord-americà Gilbert Levine, va comptar amb la presència del rabí en cap de Roma, Elio Toaff, el president d'Itàlia, Oscar Luigi Scalfaro, i supervivents de l'Holocaust d'arreu al món. La Royal Philharmonic Orchestra, l'actor Richard Dreyfuss i el violoncel·lista Lynn Harrell van actuar en aquesta ocasió sota la direcció de Levine. Al matí del concert, el Papa va rebre els membres assistents de la comunitat de supervivents en una audiència especial al Palau Apostòlic.
El març de 2000, Joan Pau II va visitar Yad Vashem, el memorial nacional de l'Holocaust a Israel, i més tard va fer història tocant un dels llocs més sagrats del judaisme, el mur occidental de Jerusalem, posant una carta a l'interior on demanava perdó per les accions contra els jueus. En part del seu discurs va dir: «Asseguro al poble jueu que l'Església Catòlica... està profundament entristida per l'odi, els actes de persecució i exhibició de l'antisemitisme dirigit contra els jueus pels cristians a en qualsevol moment i en qualsevol lloc», va afegir que «no hi havia paraules prou fortes per deplorar la terrible tragèdia de l'Holocaust» El ministre israelià Rabí Michael Melchior, que va acollir la visita del Papa, va dir que estava «molt commogut» pel gest del Papa.
| « | Més enllà de la història, més enllà de la memòria. Estem profundament entristits per la conducta d'aquells que en el transcurs de la història han causat que aquests fills pateixin i us demanem perdó, volem comprometre's amb la fraternitat genuïna amb la gent de l'Aliança. | » |

L'octubre de 2003, la Lliga Anti-difamació (ADL) va emetre una declaració felicitant a Joan Pau II pel seu 25è any de papat. El gener de 2005, Joan Pau II es va convertir en el primer pape conegut per rebre una benedicció sacerdotal d'un rabí, quan els Rabins Benjamin Blech, Barry Dov Schwartz i Jack Bemporad van visitar el Pontífex a la Sala Clementina del Palau Apostòlic.
Immediatament després de la mort de Joan Pau II, l'ADL va emetre un comunicat on afirmava que el Papa traspassat havia revolucionat les relacions catòliques-jueves, dient que « va tenir lloc més canvi en el seu Papat de 27 anys que en els prop de 2.000 anys anteriors». En una altra declaració emesa pel Consell d'Afers Jueus d'Austràlia/Israel, el director Dr. Colin Rubenstein va dir: «El Papa serà recordat pel seu inspirador lideratge espiritual en la causa de la llibertat i la humanitat. Va aconseguir molt més en termes de transformació de les relacions amb el poble jueu i amb l'Estat d'Israel que qualsevol altra figura de la història de l'Església catòlica».
| « | Amb el judaisme, per tant, tenim una relació que no tenim amb cap altra religió. Sou els nostres estimats germans i, en certa manera, es pot dir que sou els germans "grans". | » |

En una entrevista amb l'Agència de premsa polonesa, Michael Schudrich, rabí en de Polònia, va dir que mai en la història ningú no feia tant pel diàleg cristià-jueu com el Papa Joan Pau II, i va afegir que molts jueus tenien un major respecte pel difunt Papa que per a alguns rabins. Schudrich va lloar a Joan Pau II per condemnar l'antisemitisme com un pecat, que cap príncep anterior havia fet.
Sobre la beatificació de Joan Pau II, el rabí en cap de Roma, Riccardo Di Segni, va dir en una entrevista al diari Vaticà L'Osservatore Romano que «Joan Pau II era revolucionari perquè va derrocar un mur de mil anys de desconfiança catòlica vers el món jueu». Mentrestant, Elio Toaff, l'anterior Rabí en cap de Roma, va dir que:
| « | La memòria del Papa Karol Wojtyła es mantindrà forta a la memòria jueva col·lectiva per les seves crides a la fraternitat i l'esperit de la tolerància, que exclou tota la violència. En la tempestuosa història de les relacions entre els papes i els jueus romans en el gueto on es van tancar durant més de tres segles en circumstàncies humiliants, Joan Pau II és una figura brillant en la seva singularitat. En les relacions entre les dues grans religions del nou segle que van ser tacades de sagnants guerres i la pesta del racisme, l'herència de Joan Pau II segueix sent una de les poques illes espirituals que garanteixen la supervivència i el progrés humà. | » |

#### Luteranisme
Del 15 al 19 de novembre de 1980, Joan Pau II va visitar l'Alemanya Occidental en el seu primer viatge a un país amb una gran població protestant luterana. A Mainz, es va reunir amb líders de l'Església Evangèlica a Alemanya, i amb representants d'altres denominacions cristianes.
L'11 de desembre de 1983, Joan Pau II va participar en un servei ecumènic a l'Església Evangèlica Luterana a Roma, la primera visita papal mai feta a una església luterana. La visita va tenir lloc 500 anys després del naixement de Martí Luter, el monjo agustinià alemany que va iniciar la Reforma Protestant.
En la seva peregrinació apostòlica a Noruega, Islàndia, Finlàndia, Dinamarca i Suècia de juny de 1989, Joan Pau II es va convertir en el primer papa a visitar països amb majoria luterana. A més de celebrar missa amb creients catòlics, va participar en serveis ecumènics en llocs que havien estat santuaris catòlics abans de la Reforma: la catedral de Nidaros a Noruega; prop de l'església de Sant Olav a Þingvellir a Islàndia; la catedral de Turku a Finlàndia; la catedral de Roskilde a Dinamarca; i la catedral d'Uppsala a Suècia.
El 31 d'octubre de 1999 (el 482è aniversari del Dia de la Reforma, quan Martí Luter publica les 95 Tesis), els representants del Vaticà i de la Federació Luterana Mundial (LWF) van signar una Declaració Conjunta sobre la Doctrina de la Justificació, com un gest d'unitat. La signatura va ser fruit d'un diàleg teològic que s'havia iniciat entre el Federació Luterana Mundial i el Vaticà des de 1965.

### Intents d'assassinat i complots

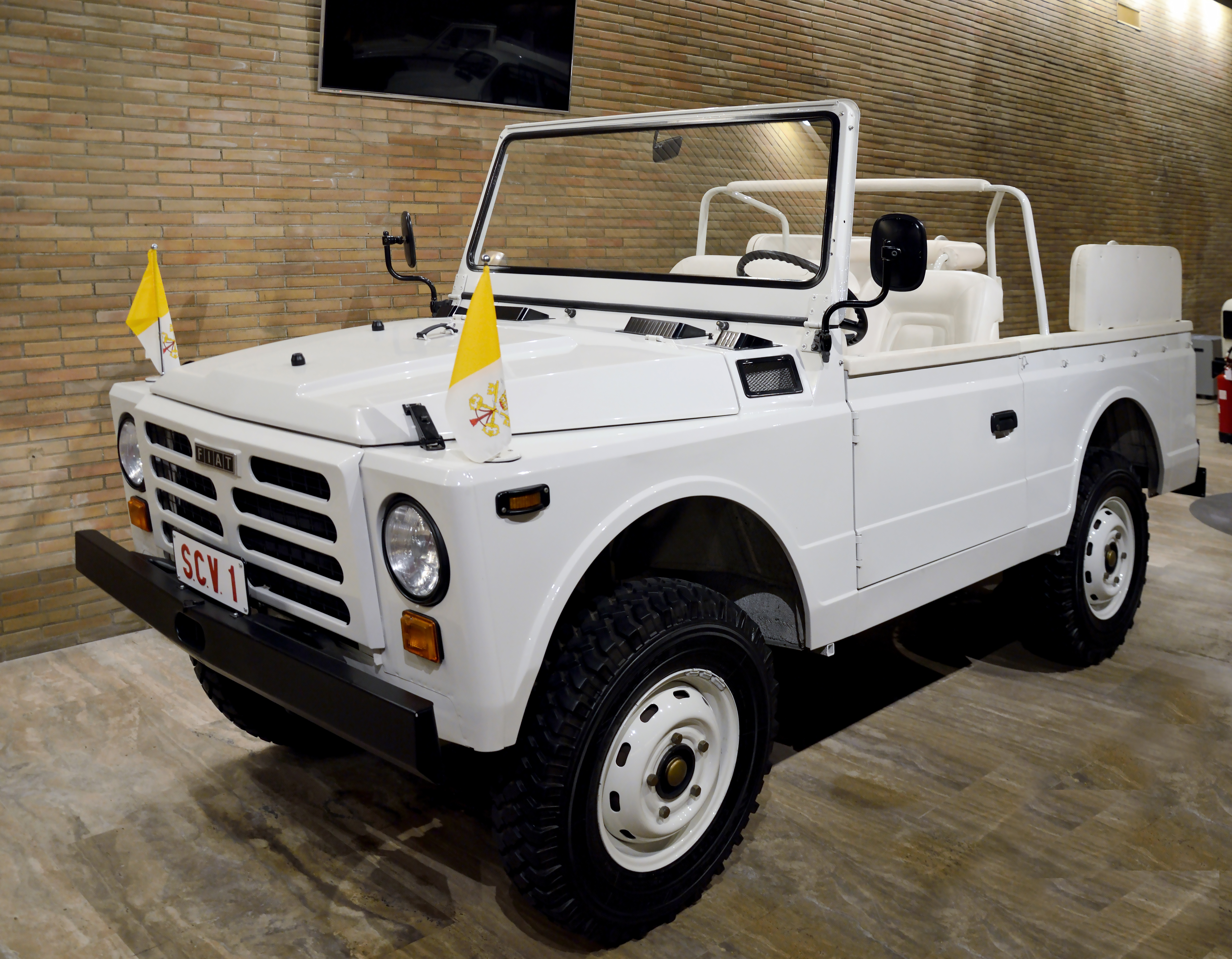
El papamòbil Fiat que va portava a Joan Pau II durant l'intent d'assassinat el 1981 contra la seva vida a la plaça de Sant Pere a la Ciutat del Vaticà.

Mentre entrava a la plaça de Sant Pere per dirigir-se a un públic el 13 de maig de 1981, el Papa Joan Pau II va ser disparat i ferit de manera crítica per Mehmet Ali Ağca, un tirador expert turc que era membre del grup feixista Llops Grisos, qui li disparà a escassa distància des de la gentada. L'assassí va utilitzar una pistola semiautomàtica Browning 9 mm, disparant al papa en l'abdomen i perforant el còlon i l'intestí prim diverses vegades. Joan Pau II va ser traslladat al complex del Vaticà i després cap a l'Hospital Gemelli. En el camí cap a l'hospital, va perdre la consciència. Tot i que les dues bales no van tocar la seva artèria mesentèrica i l'aorta abdominal, va perdre gairebé tres quartes parts de la seva sang. Va rebre cinc hores de cirurgia per tractar les seves ferides. Els cirurgians van realitzar una colostomia, de manera temporal, es va reprendre la part superior de l'intestí gros per deixar que la part inferior es danyés. Quan va tornar breument la consciència abans de ser operat, va instruir als metges que no li traguessin l'escapulari marró durant l'operació. Una de les poques persones que van poder-lo veure'l a la Clínica Gemelli va ser una dels seus amics més propers, la filòsofa Anna-Teresa Tymieniecka, que va arribar el dissabte 16 de maig i la va mantenir companyia mentre es recuperava de la cirurgia d'emergència. Posteriorment, el Papa va declarar que la Mare de Déu de Fàtima va ajudar a mantenir-lo viu durant tota la seva prova.
| « | Puc oblidar que l'esdeveniment a la Plaça de Sant Pere va tenir lloc el dia i l'hora en què la primera aparició de la Mare de Crist als pobres camperols ha estat recordada durant més de seixanta anys a Fàtima, Portugal? Perquè en tot el que em va passar en aquell mateix dia, vaig sentir aquesta extraordinària protecció maternal i cura, que va resultar ser més forta que la bala mortal. | » |

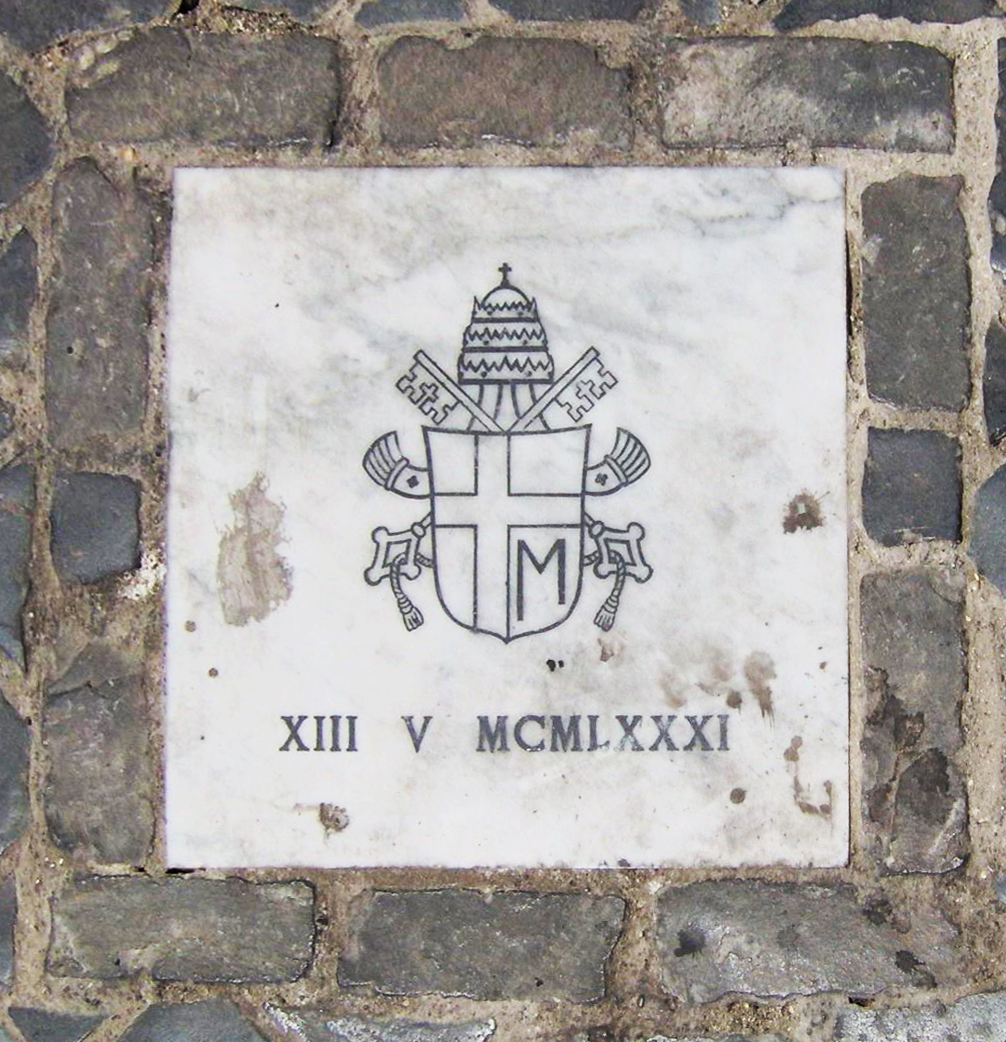
Petita rajola de marbre a la Plaça de Sant Pere indicant on es va produir el tiroteig contra Joan Pau II. La tableta porta mostra l'escut de Joan Pau II i la data de l'atemptat en números romans.

Ağca va ser capturat i retingut per una monja i altres transeünts fins que la policia va arribar. Va ser sentenciat a cadena perpètua. Dos dies després del Nadal de 1983, Joan Pau II va visitar Ağca a la presó. Joan Pau II i Ağca van parlar en privat durant uns vint minuts. Joan Pau II va dir: «El que hem parlat haurà de seguir sent un secret entre ell i jo. He parlat amb ell com un germà que he perdonat i en el qual tinc la meva total confiança.»
Es van publicar nombroses altres teories per explicar l'intent d'assassinat, algunes d'elles polèmiques. Una d'aquestes teories, avançada per Michael Ledeen i fortament impulsada per l'Agència Central d'Intel·ligència dels Estats Units en el moment de l'assassinat, però mai confirmada per l'evidència, era que la Unió Soviètica estava darrere de l'intent de la vida de Joan Pau II en represàlia pel suport del Papa de Solidaritat, el moviment obrer polonès prodemocràtic. Aquesta teoria va ser recolzada per la Comissió Mitrokhin de 2006, creada per Silvio Berlusconi i encapçalada pel senador de Forza Itàlia, Paolo Guzzanti, que va al·legar que els departaments comunistes de seguretat búlgars van ser utilitzats per impedir que el paper de la Unió Soviètica fos descobert, i va concloure que la intel·ligència militar soviètica, no la KGB, n'era la responsable. El portaveu del Servei d'Intel·ligència Estrangera de Rússia Boris Labusov va qualificar l'acusació "d'absurda". El papa va declarar durant una visita de maig de 2002 a Bulgària que el lideratge de l'era del bloc soviètic del país no tenia res a veure amb l'intent d'assassinat. No obstant això, el seu secretari, el cardenal Stanisław Dziwisz, va afirmar en el seu llibre "Una vida amb Karol", que el Papa estava convençut de manera privada que l'antiga Unió Soviètica estava darrere de l'atac. Més tard es va descobrir que molts dels ajudants de Joan Pau II tenien apegos del govern estranger; Bulgària i Rússia van disputar les conclusions de la comissió italiana, assenyalant que el pape havia negat públicament la connexió búlgara.
Un segon intent d'assassinat es va fer el 12 de maig de 1982, només un dia abans de l'aniversari del primer intent de la seva vida a Fàtima, Portugal quan un home va intentar apunyalar a Joan Pau II amb una baioneta. Va ser detingut pels guàrdies de seguretat. Stanisław Dziwisz va dir més tard que Joan Pau II havia estat ferit durant l'intent, però va aconseguir ocultar una ferida no mortal. L'agressor, un sacerdot tradicionalista espanyol anomenat Juan María Fernández y Krohn, quehavia estat ordenat sacerdot per l'arquebisbe Marcel Lefebvre de la Societat de Sant Pius X i oposat als canvis realitzats pel Concili Vaticà II, afirmant que el papa era un agent del Moscou comunista i del bloc oriental marxista. Fernández i Krohn van abandonar posteriorment el sacerdoci i van complir tres anys d'una sentència de sis anys. L'ex sacerdot va ser tractat per malaltia mental i després expulsat de Portugal per convertir-se en advocat a Bèlgica.
La trama de Bojinka, fundada per Al-Qaeda, va planejar matar a Joan Pau II durant una visita a les Filipines durant les celebracions del Dia Mundial de la Joventut de 1995. El 15 de gener de 1995, un bombarder suïcida pensava vestir-se de sacerdot i detonar una bomba quan el papa passés en el seu camí cap al Seminari de Sant Carles a la ciutat de Makati. L'assassinat se suposava que desviaria l'atenció de la següent fase de l'operació. No obstant això, un incendi químic que va començar inadvertidament va alertar la policia del seu parador i tots van ser arrestats una setmana abans de la visita del Papa, i van confessar a la trama.
El 2009, John Koehler, un periodista i ex oficial d'intel·ligència de l'exèrcit, va publicar "Espies al Vaticà: la Guerra Freda de la Unió Soviètica contra l'Església Catòlica". Revisnat la majoria dels arxius secrets de la policia secreta alemanya i polonesa, Koehler, diu que els intents d'assassinat eren "recolzats pel KGB" i donà detalls. Durant el papat de Joan Pau II hi va haver molts clergues dins del Vaticà que, en la seva nominació, es van negar a ser ordenats, i després van sortir misteriosament de l'església. Hi ha una gran especulació que eren, en realitat, agents del KGB .

### Disculpes
Joan Pau II es va disculpar amb molts grups que havien sofert a mans de l'Església catòlica al llarg dels anys. Abans de convertir-se en papa, havia estat un destacat editor i partidari d'iniciatives com la Carta de la reconciliació dels bisbes polonesos als bisbes alemanys de 1965. Com a papa, va fer públicament disculpes per més de 100 faltes, incloent-hi:
- El procés legal del científic i filòsof italià Galileo Galilei, ell mateix devot catòlic, al voltant de 1633 (31 d'octubre de 1992).[246][247]
- Participació dels catòlics amb els caps africans que van vendre els seus súbdits i captius en el comerç d'esclaus africans (9 d'agost de 1993).
- El paper de la Jerarquia de l'Església en les morts a la foguera i les guerres de religió que van seguir la Reforma Protestant (maig de 1995 a la República Txeca).
- Les injustícies comeses contra la dona, la violació dels drets de les dones i la denigració històrica de les dones (29 de juny de 1995, en una carta a "totes les dones").[248]
- La inactivitat i el silenci de molts catòlics durant l'Holocaust (vegeu l'article Església catòlica durant el nazisme) (16 de març de 1998).
- El 20 de novembre de 2001, des d'un ordinador portàtil al Vaticà, el Papa Joan Pau II va enviar el seu primer correu electrònic demanant disculpes als casos catòlics d'abús sexual, les "Generacions robades" dels nens aborígens a Austràlia i a la Xina per la conducta de missioners catòlics durant l'època colonial.[249]

### Salut

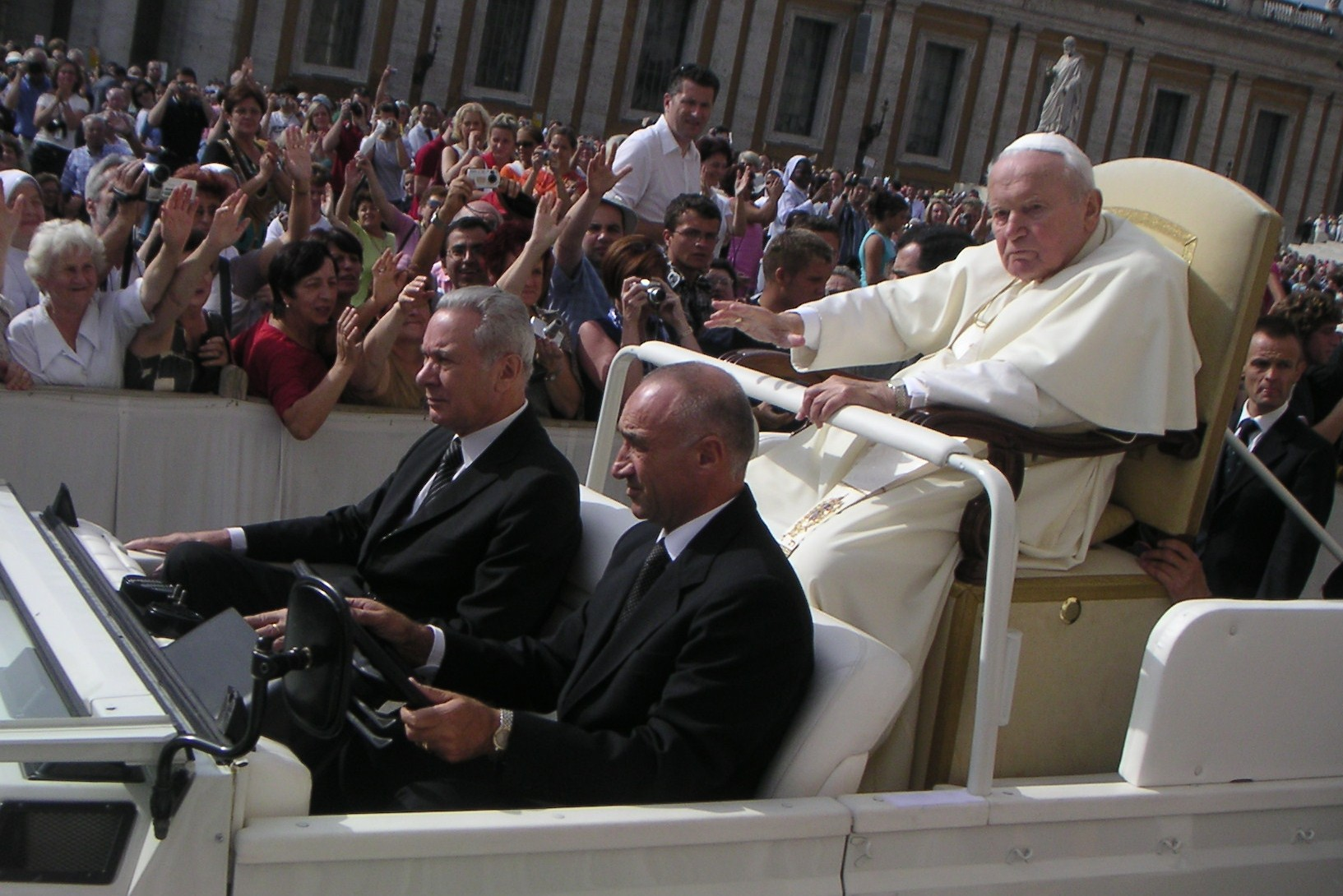
Un malalt Joan Pau II passejant al Papamòbil el setembre de 2004 a la plaça de Sant Pere.

Quan es va convertir en papa el 1978 a l'edat de 58 anys, Joan Pau II era un àvid esportista. Era extremadament saludable i actiu, corrent pels jardins vaticans, entrenant amb peses, nadant i fent senderisme a les muntanyes. Era molt afeccionat al futbol. Els mitjans de comunicació van contrastar l'atletisme del nou papa i la imatge de pobre salut de Joan Pau I i Pau VI, la pietat de Joan XXIII i les afirmacions constants de malalties de Pius XII. L'únic papa modern amb una bona imatge física havia estat el papa Pius XI (1922-1939), que era un àvid alpinista. Un article al Irish Independent a la dècada dels vuitanta va anomenar Joan Pau II, el "Papa guardó" ("the keep-fit pope").
No obstant això, després de més de vint-i-cinc anys com a papa, dos intents d'assassinat, un dels quals el va ferir greument, un cert nombre de càncers (principalment un càncer d'intestí), una fractura del fèmur i de l'espatlla, la salut física de John Paul es va reduir. El 2001 va ser diagnosticat de la malaltia de Parkinson. Els observadors internacionals ja ho havien sospitat durant un temps, però el 2003 el Vaticà ho va reconèixer públicament. Malgrat la dificultat de parlar més d'unes poques frases a la vegada, problemes d'oïda i osteoartrosis severa, va seguir recorrent el món tot i que rares vegades caminant en públic.

### Mort i funeral

#### Mesos finals
El papa Joan Pau II va ser hospitalitzat al Gemelli de Roma amb problemes respiratoris causats per un atac de grip l'1 de febrer de 2005. Va deixar l'hospital el 10 de febrer, però posteriorment va ser internat de nou amb problemes respiratoris dues setmanes més tard i va patir una traqueotomia a mitjans de març.

#### Malaltia final i mort
El 31 de març de 2005 patí una septicèmia, després d'una infecció urinària, va desenvolupar un xoc sèptic, una forma d'infecció amb febre alta i baixa pressió arterial, però no va ser hospitalitzat. En lloc d'això, va ser monitoritzat per un equip mèdic a la seva residència privada. Això va ser pres com una indicació del papa, i els propers a ell, que estava a punt de morir; hauria estat d'acord amb els seus desitjos de morir al Vaticà. Més tard, les fonts del Vaticà van anunciar que Joan Pau II havia rebut la Unció dels malalts pel seu amic i secretari Stanisław Dziwisz. El dia abans de la seva mort, una de les seves amigues més properes, Anna-Teresa Tymieniecka el va visitar al seu costat de llit. Durant els darrers dies de la vida del papa, les llums es van mantenir encesos durant la nit, on es trobava a l'apartament Papal a la planta superior del Palau Apostòlic. Desenes de milers de persones es van reunir durant vuit dies a la plaça de Sant Pere i als carrers dels voltants. Després d'escoltar-se d'això, es deia que el papa moribund havia dit: «Us he buscat i ara heu vingut a mi i us agraeixo».
En la seva agonia, dictà al seu secretari, Stanislao Dzwiwisz, una carta en què deia: «Sóc feliç, sigueu-ho també vosaltres. No vull llàgrimes. Orem plegats amb satisfacció. A la Mare de Déu m'hi confie tot feliçment». En els seus últims moments, dedicà unes paraules a la gent, sobretot a la gent jove, reunida a la Plaça de Sant Pere: «Us he buscat i ara heu vingut a mi i us agraeixo».

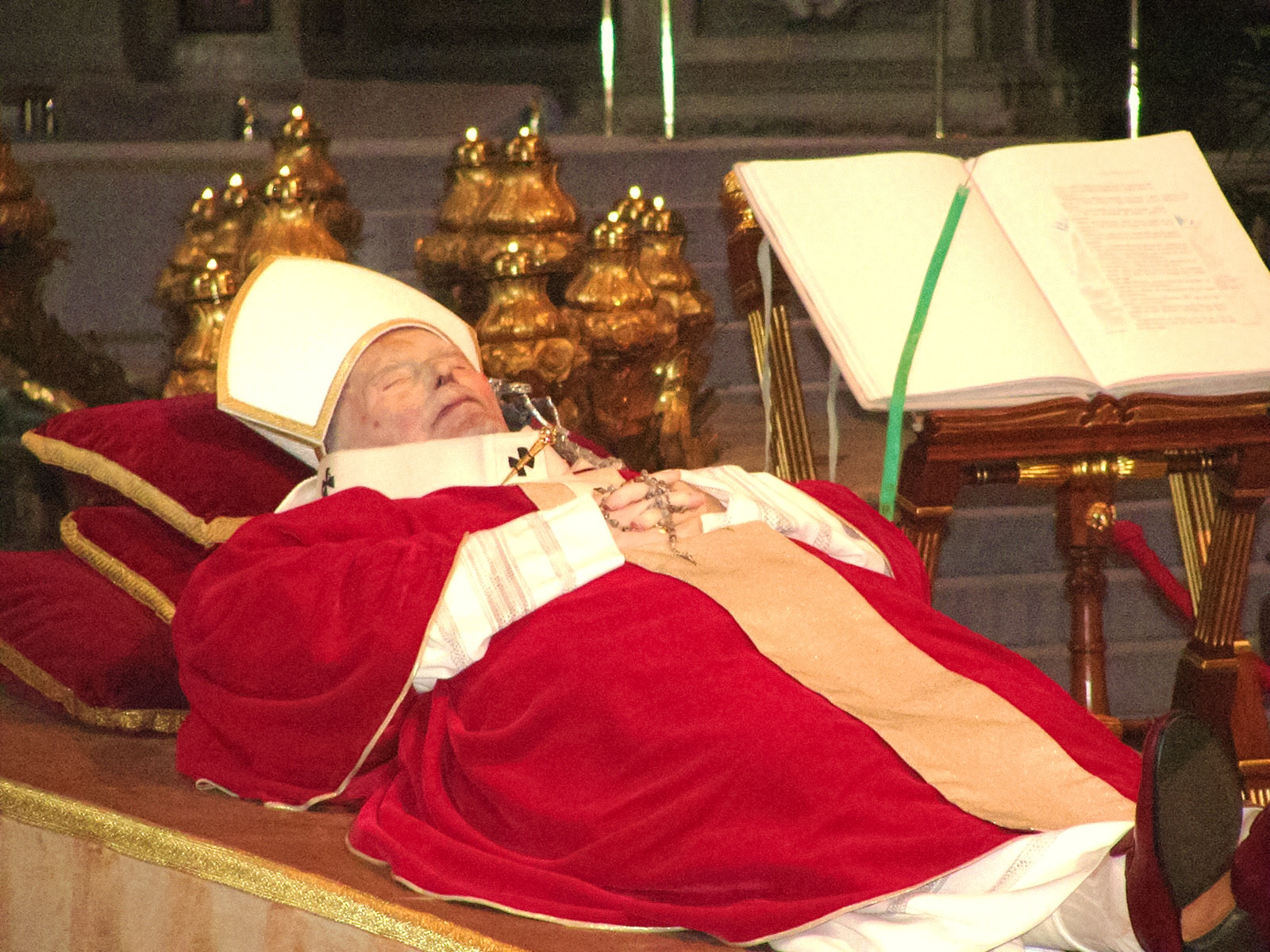
El cos de Joan Pau II exposat a la veneració dels fidels a la basílica de Sant Pere.

El dissabte 2 d'abril de 2005, aproximadament a les 15:30 CEST, Joan Pau II va pronunciar les paraules finals en polonès: «Pozwólcie mi odejść do domu Ojca» ("Deixeu-me anar a la casa del Pare"), als seus ajudants, i va caure en coma uns quatre hores més tard. Es va dir que la seva última paraula fou: "Amén" fent el gest de benedicció cap a la finestra de la seua estança, cap als fidels que es trobaven a la Plaça de Sant Pere, però l'Església ho va desmentir. La missa de la vigília del segon diumenge de Pasqua que commemorava la canonització de Santa Maria Faustina el 30 d'abril de 2000, acabava de celebrar-se al seu davant, presidida per Stanisław Dziwisz i dos companys polonesos. Als peus del llit també estava un cardenal ucraïnès, que serví com a sacerdot amb Joan Pau a Polònia, juntament amb les monges poloneses de la Congregació de les Germanes Servents del Sagrat Cor de Jesús, que dirigien la casa papal. El papa Joan Pau II va morir al seu apartament privat a les 21:37 CEST (19:37 UTC) d'insuficiència cardíaca a causa de la profunda hipotensió i col·lapse circulatori complet del xoc sèptic, agreujat per la seva malaltia de Parkinson, 46 dies abans del seu 85 aniversari. Pocs minuts després de la mort, el Cardenal Vicari de Roma, Camilo Ruini, donà la notícia als pelegrins que ompien la Plaça de Sant Pere i a tot arreu del món, declarant-se la vacant papal. En ser anunciada la seva mort, enmig de l'oració del Rosari, el públic present a la Plaça de Sant Pere prorrompé en sorollosos aplaudiments. Les llums de la seva habitació al Vaticà s'apagaren per un instant per a comunicar d'aquesta manera el moment de la seva mort.
No tenia cap família propera en el moment de la seva mort; els seus sentiments es reflecteixen en les seves paraules escrites l'any 2000 al final de la seva darrera voluntat i testament. Stanisław Dziwisz més tard va dir que no havia cremat les notes personals del pontífex, tot i que la petició fos part del testament. Recentment ha estat publicat un recull d'apunts personals tot i que en el seu testament deixà ben clar el seu desig que aquests documents fossin cremats. Aquest fet ha provocat una encesa polèmica entre els partidaris del compliment íntegre del testament de Joan Pau II i aquells qui valoren la seva publicació i la iniciativa duta a terme pel seu antic secretari i actual cardenal de Cracòvia, Stanislaw Dziwisz.

#### Després de la mort
La mort del pontífex posa en marxa rituals i tradicions que es remunten a l'època medieval. El Ritu de la Visita va tenir lloc del 4 d'abril de 2005 al 7 d'abril de 2005 a la basílica de Sant Pere. El testament de Joan Pau II, publicat el 7 d'abril de 2005, va revelar que el pontífex volia ser enterrat a la seva Polònia nativa, però va deixar la decisió definitiva al Col·legi de Cardenals, que, preferia l'enterrament sota la Basílica de Sant Pere, tot i que respectaren la petició del pontífex per ser col·locat "a la terra nua".

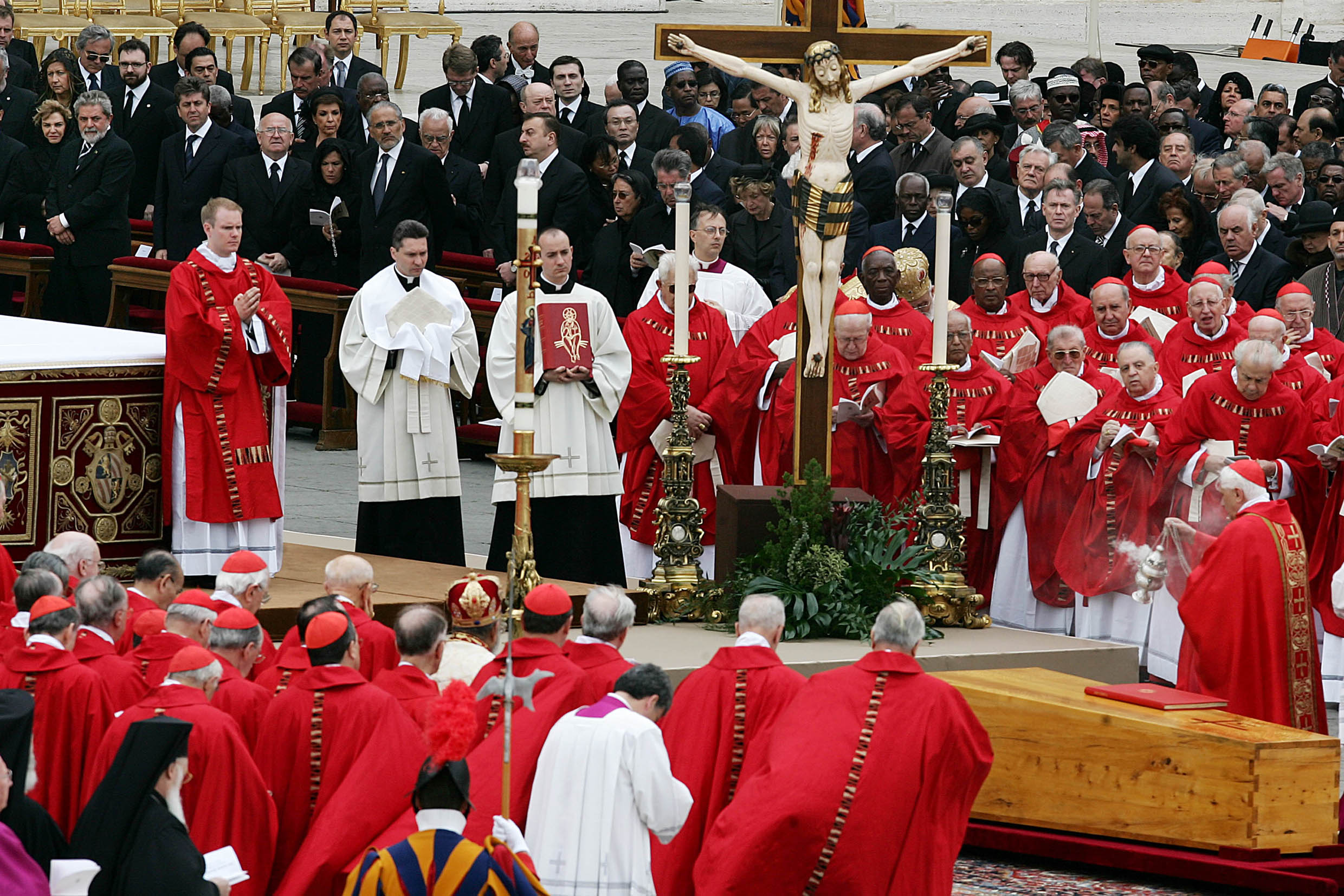
Enterrament de Joan Pau II oficiat pel cardenal Ratzinger.

La missa de Rèquiem celebrada el 8 d'abril de 2005 va establir registres mundials tant per assistència com per al nombre de caps d'estat presents en un funeral. (Veure: Llista de dignataris). Va ser la reunió més gran de caps d'estat en la història, superant els funerals de Winston Churchill (1965) i Josip Broz Tito (1980). Quatre reis, cinc reines, almenys 70 presidents i primers ministres, i més de 14 dirigents d'altres religions van assistir al costat dels fidels. És probable que hagi estat la major peregrinació única del cristianisme amb xifres que superen els quatre milions de dolents que es trobaren a la ciutat del Vaticà. Entre 250.000 i 300.000 van mirar l'esdeveniment des dels murs del Vaticà.
El degà del Col·legi Cardenalici, el cardenal Joseph Ratzinger, va presidir la cerimònia. Joan Pau II va ser enterrat a les grutes sota la basílica, on es troben les tombes dels Papes. Va ser dipositat a una tomba creada a la mateixa alcova prèviament ocupada per les restes del papa Joan XXIII. L'alcova havia estat buida des que les restes de Joan XXIII havien estat traslladades al cos principal de la basílica després de la seva beatificació.

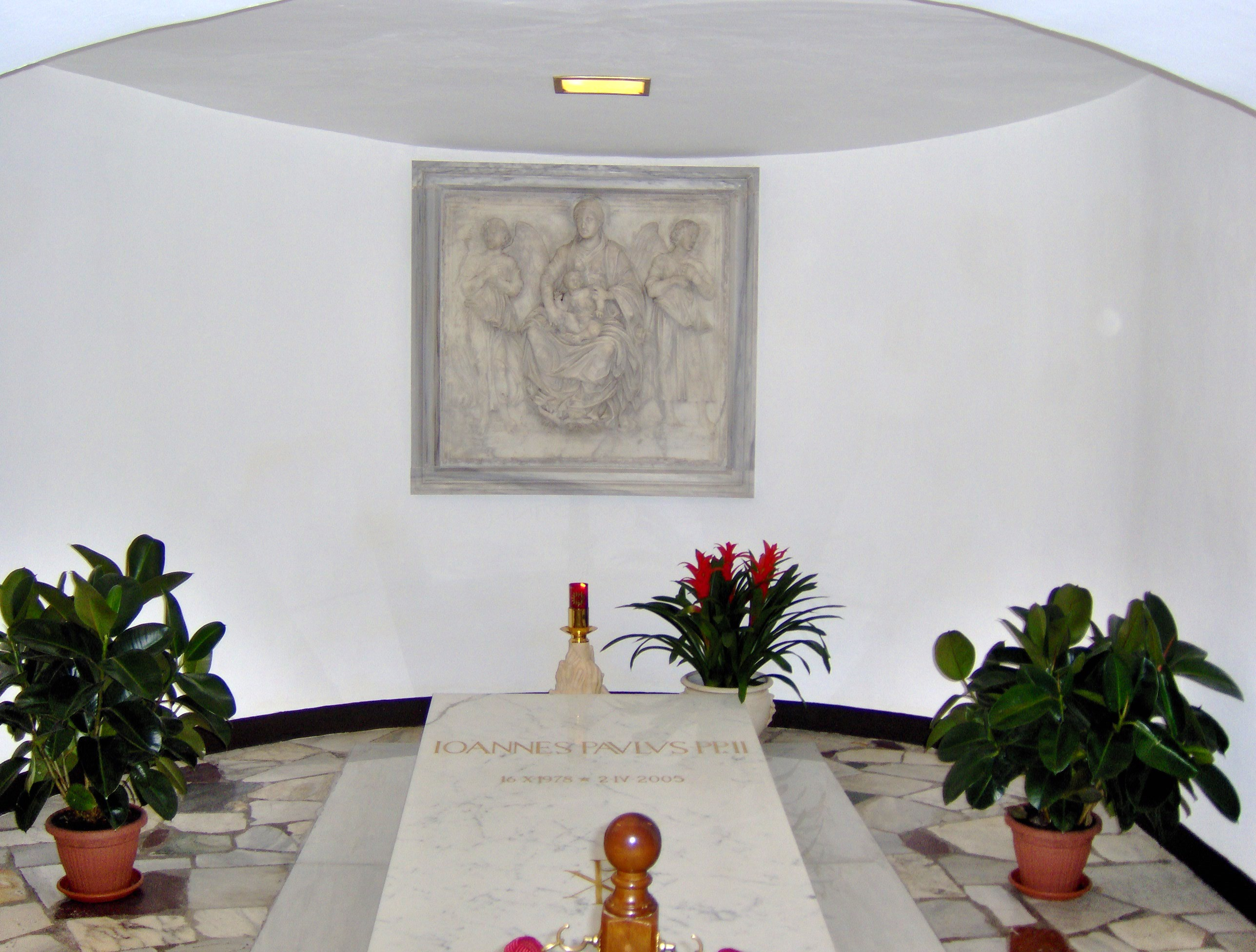
Tomba de Joan Pau II a les grutes Vaticanes fins al maig del 2011 quan fou traslladat a la Basílica de Sant Pere.

## Reconeixement pòstum

### Títol "el Gran"
Després de la mort de Joan Pau II, diversos clergues al Vaticà i laics de tot el món van començar a referir-se al difunt pontífex com "Joan Pau el Gran", sent solament el quart papa per ser aclamat així i el primer des del primer mil·lenni. Els estudiosos del Dret Canònic diuen que no hi ha cap procés oficial per declarar un Papa "Gran"; el títol simplement s'estableix a través de l'ús popular i continuat, com va ser el cas dels líders seculars celebrats (per exemple, Alexandre III de Macedònia és conegut popularment com a Alexandre Magne). Els tres papes que avui es coneixen comunament com a "grans" són Lleó I, que va regnar des del 440-461 i va convèncer Àtila per retirar-se de Roma; Gregori I, 590-604, en honor del qual és nomenat el Cant gregorià; i el papa Nicolau I, 858-867, que va consolidar l'Església catòlica al món occidental a l'edat mitjana.
El seu successor, Benet XVI, es va referir a ell com «el Gran Papa Joan Pau II» en el seu primer discurs des de la loggia de la Basílica de Sant Pere, i el cardenal Angelo Sodano va referir-se a Joan Pau com "el Gran" en la seva homilia escrita per escrit la missa funeral del Papa.
Des que va pronunciar la seva homilía al funeral del Papa Joan Pau, el Papa Benet XVI va continuar referint-se a Joan Pau II com "el Gran". A la 20a Jornada Mundial de la Joventut a Alemanya el 2005, el Papa Benet XVI, parlant en polonès, la llengua materna de Joan Pau, va dir: «Com diria el Gran Papa Joan Pau: "Mantenir la flama de la fe viva en les vostres vides i el vostre poble"». El maig de 2006, el Papa Benet XVI va visitar la Polònesa nativa de Joan Pau. Durant aquesta visita, va fer diverses vegades referències a "el gran Joan Pau" i "el meu gran predecessor".
Dos diaris l'han anomenat "el Gran" o "el més gran". El diari italià Corriere della Sera el va anomenar "el més gran" i el diari catòlic sud-africà, The Southern Cross el va senyalar com "Joan Pau II el Gran". Algunes institucions catòliques van canviar els seus noms per incorporar "el Gran", incloent-hi la Universitat Catòlica Joan Pau el Gran

### Beatificació

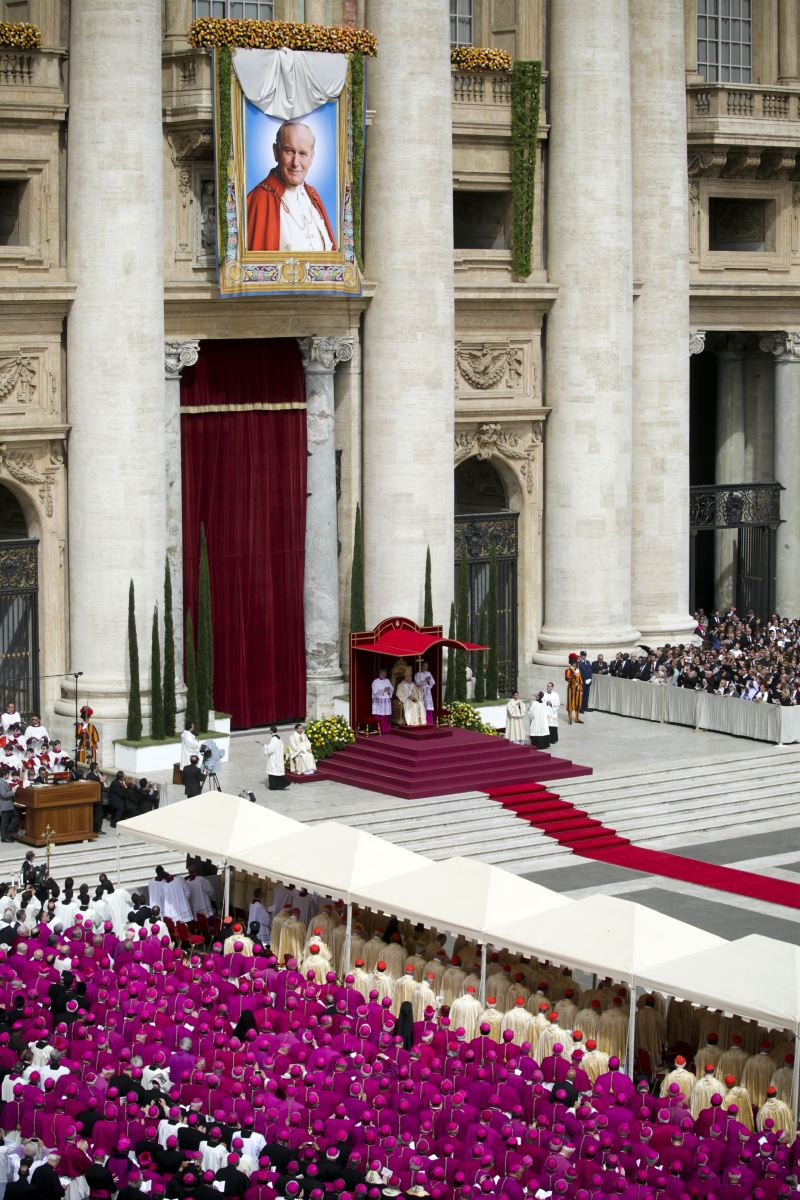
1,5 milions d'assistents a la Plaça de Sant Pere van ser testimonis de la beatificació de Joan Pau II l'1 de maig de 2011 a la Ciutat del Vaticà

Inspirat per les aclamacions de "Santo Subito!" ("[Feu-lo] Sant immediatament") de les multituds reunides durant la missa de funeral que va realitzar, Benet XVI va començar el procés de beatificació per al seu predecessor, evitant la restricció normal que han de passar cinc anys després de la mort d'una persona abans de començar el procés. En un auditori amb el Papa Benet XVI, Camillo Ruini, vicari general de la Diòcesi de Roma, responsable de promoure la causa de la canonització de qualsevol persona que hagués mort dins d'aquesta diòcesi, cità «circumstàncies excepcionals». Aquesta decisió va ser anunciada el 13 de maig de 2005, la Festa de la Mare de Déu de Fátima i el 24 aniversari de l'intent d'assassinat de Joan Pau II a la Plaça de Sant Pere.
A principis de 2006 es va informar que el Vaticà estava investigant un possible miracle associat a Joan Pau II. La germana Marie Simon-Pierre, una monja francesa i membre de la Congregació de les Germanetes de la Maternitat Catòlica, confinada al llit per la malaltia de Parkinson, va rebre una "cura completa i duradora després que les membres de la seva comunitat va pregar per la intercessió del Papa Joan Pau II". Des de maig de 2008, la germana Marie-Simon-Pierre, llavors amb 46 anys, estava treballant de nou en un hospital de maternitat dirigit pel seu institut religiós.

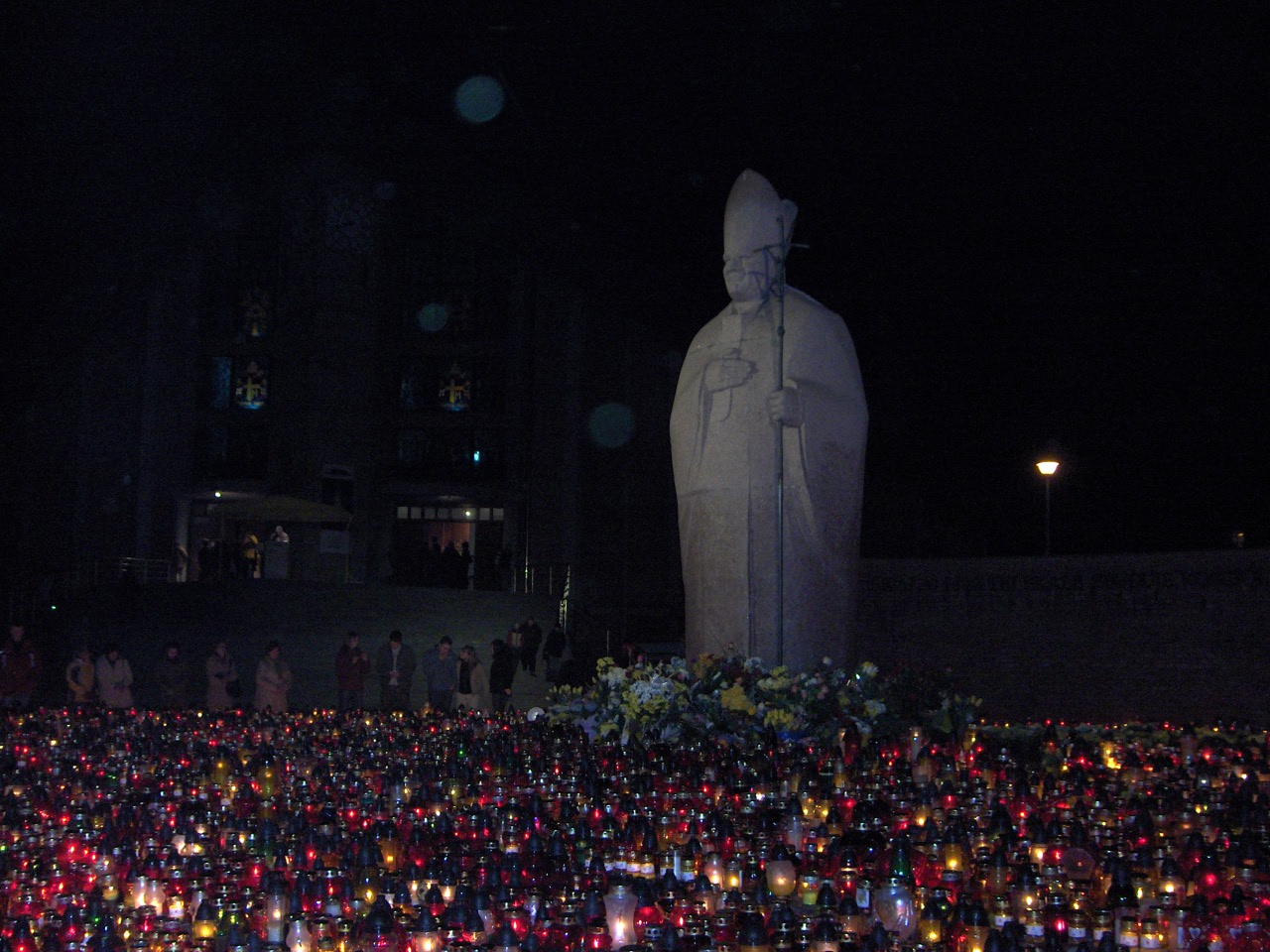
Espelmes voltant del monument al Papa Joan Pau a Zaspa, Gdańsk en el moment de la seva mort.

«Estava malalta i ara m'he curat», va dir al periodista Gerry Shaw. «Estic curada, però ara l'Església ha de dir si és un miracle o no».
El 28 de maig de 2006, el Papa Benet XVI va celebrar la missa abans d'aproximadament 900.000 persones a la Polònia nativa de Joan Pau II. Durant la seva homilia, va encoratjar les oracions per la canonització anticipada de Joan Pau II i va afirmar que esperava que la canonització tingués lloc «en un futur pròxim».
El gener del 2007, el cardenal Stanislaw Dziwisz va anunciar que la fase d'entrevistes del procés de beatificació, a Itàlia i Polònia, estava a punt de finalitzar. Al febrer de 2007, les relíquies de segona classe del Papa Joan Pau II, peces de sotanes papals blanques que solia portar, estaven distribuïdes lliurement amb cartes d'oració per la causa, una pràctica piatosa típica després d'un sant catòlic mor. El 8 de març de 2007, el vicariat de Roma va anunciar que la fase diocesana de la causa de beatificació de Joan Pau havia acabat. Després d'una cerimònia el 2 d'abril de 2007 -el segon aniversari de la mort del pontífex-, la causa es va procedir a l'escrutini del comitè dels membres laics, clericals i episcopals de la Congregació per a les Causes dels Sants, per dur a terme una investigació independent. En el quart aniversari de la mort del Papa Joan Pau, el cardenal Dziwisz, el 2 d'abril de 2009, va dir als periodistes que s'havia produït recentment un presumpte miracle a la tomba de l'ex-papa a la basílica de Sant Pere. Un nen polonès de nou anys de Gdańsk, que patia càncer de ronyó i que no podia caminar completament, havia visitat la tomba amb els seus pares. En sortir de la basílica de Sant Pere, el noi els va dir: "Vull caminar" i va començar a caminar normalment. El 16 de novembre de 2009, un grup d'avaluadors de la Congregació per a les Causes dels Sants va votar per unanimitat que el Papa Joan Pau II havia viscut una vida de virtut heroica. El 19 de desembre de 2009, el papa Benet XVI va signar el primer dels dos decrets necessaris per a la beatificació i va proclamar Joan Pau II "Venerable", afirmant que havia viscut una vida heroica i virtuosa. La segona votació i el segon decret signat que certifica l'autenticitat del primer miracle, la cura de la germana Marie Simon-Pierre, una monja francesa, de la malaltia de Parkinson. Un cop signat el segon decret, es completà la positiva (l'informe sobre la causa, amb documentació sobre la seva vida i escrits i amb informació sobre la causa). Ja podia ser beatificat. Alguns especulaven que seria beatificat en algun moment durant (o poc després) el mes del 32 aniversari de la seva elecció de 1978, a l'octubre de 2010. Tal com ha dit Monsenyor Oder, aquest curs hauria estat possible si el segon decret hagués estat signat a temps per Benet XVI, afirmant que s'havia produït un miracle pòstum directament atribuïble a la seva intercessió, completant el positio.
El Vaticà va anunciar el 14 de gener de 2011 que el Papa Benet XVI havia confirmat el miracle de la germana Marie Simon-Pierre i que Joan Pau II seria beatificat l'1 de maig, la Festa de la Divina Misericòrdia. L'1 de maig es commemora en antics països comunistes, com a Polònia i alguns països d'Europa occidental com el Dia de Maig, i Joan Pau II era conegut per la seva contribució a la desaparició relativament pacífica del comunisme. El març de 2011, la casa de la moneda polonesa va emetre una moneda d'or amb valor de 1.000 zlotys (equivalent a 350 dòlars estatunidencs), amb la imatge del Papa per commemorar la seva beatificació.

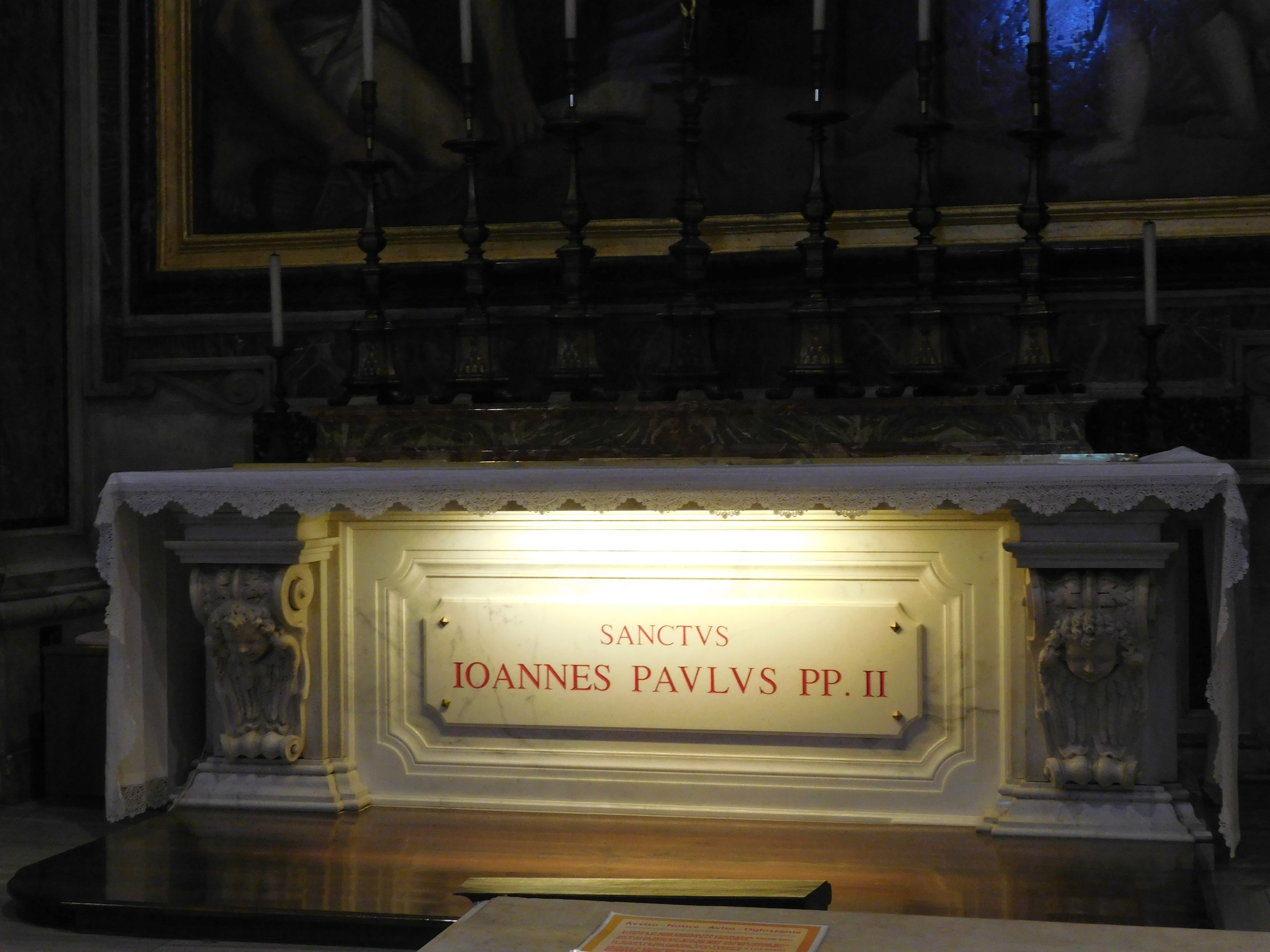
La tomba de Joan Pau II a la Capella de Sant Sebastià dins de la Basílica de Sant Pere

El 29 d'abril de 2011, el taüt de Joan Pau II va ser exhumat de la gruta sota la Basílica de Sant Pere abans de la seva beatificació, ja que desenes de milers de persones van arribar a Roma per un dels majors esdeveniments des del seu funeral. Les restes de Joan Pau II (en un taüt tancat) es van col·locar davant l'altar major de la basílica, on els fidels van poder mostrar el seu respecte abans i després de la missa de beatificació a la plaça de Sant Pere l'1 de maig de 2011. El 3 de maig de 2011, les restes es van tornar a enterrar, aquest cop a l'altar de marbre de la Capella de Sant Sebastià de Pier Paolo Cristofari, on el Papa Innocenci XI havia estat enterrat. Aquesta ubicació més destacada, al costat de la Capella de la Pietat, la Capella del Santíssim Sagrament, i les estàtues dels Papes Pius XI i Pius XII, tenien com a objectiu permetre que més pelegrins vegin el seu memorial. La festa litúrgica és el 22 d'octubre, aniversari del començament del seu pontificat (el 1978).
Al juliol de 2012, el colombià Marco Fidel Rojas, exalcalde de Huila, Colòmbia, va declarar que «es va cuidar miraculosament» de la malaltia de Parkinson després d'un viatge a Roma on va conèixer a Joan Pau II i va resar amb ell. El doctor Antonio Schlesinger Piedrahita, reconegut neuròleg a Colòmbia, certificà la curació de Fidel. La documentació s'envià a l'oficina del Vaticà per causa de saitedat.

### Canonització

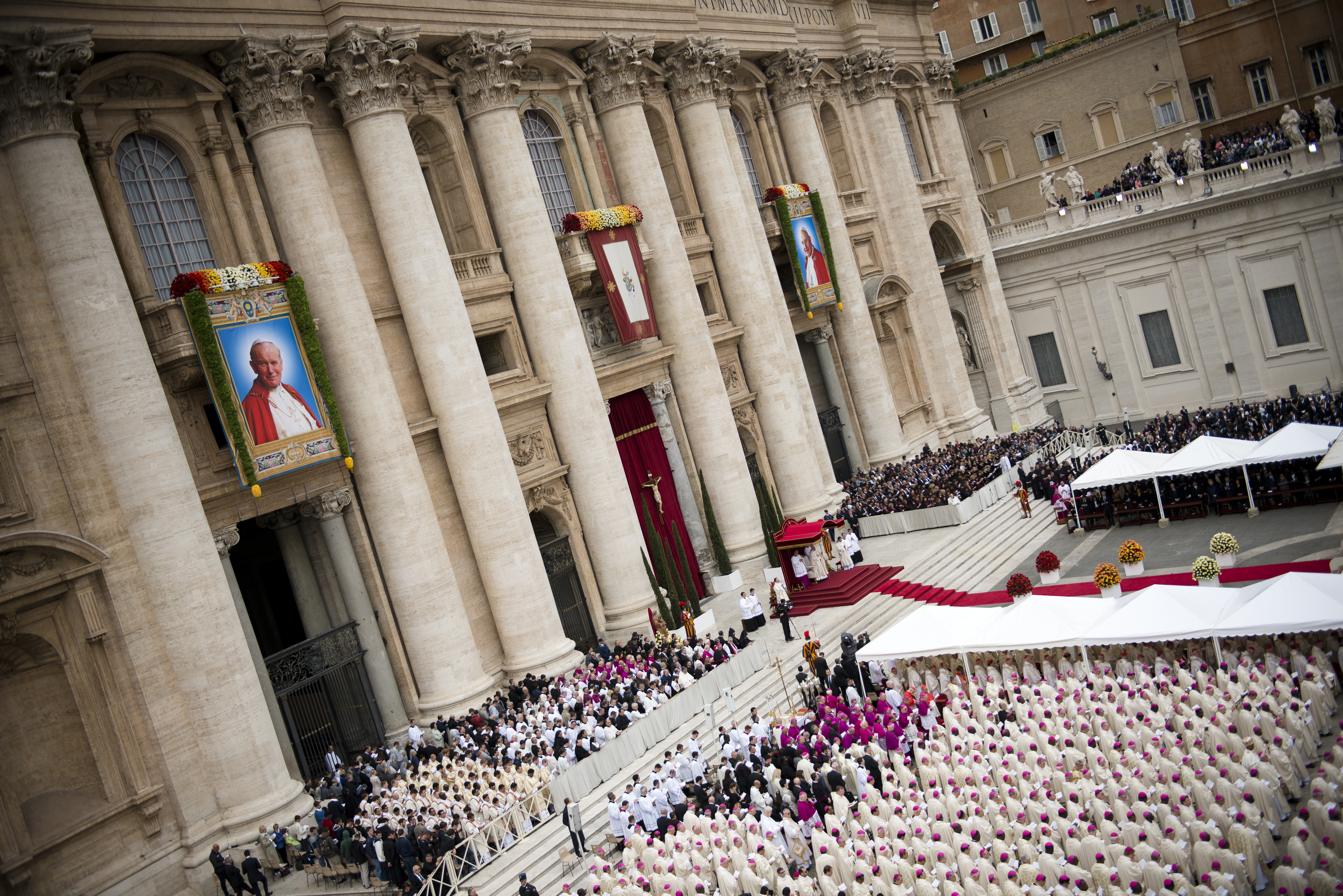
La canonització de Joan Pau II i Joan XXIII

Per ser elegible per a la canonització (per ser declarat sant) per l'Església Catòlica, han de ser atribuïts a un candidat dos miracles.
El primer miracle atribuït a Joan Pau va ser la seva curació d'un cas de malaltia de Parkinson, que va ser reconeguda durant el procés de beatificació. Segons un article del Servei de notícies catòliques (CNS) de data 23 d'abril de 2013, una comissió de metges del Vaticà va concloure que la cura no tenia cap explicació natural (mèdica), que és el primer requisit per documentar oficialment un miracle reclamat.
El segon miracle que es va considerar va tenir lloc poc després de la beatificació del difunt Papa l'1 de maig de 2011; es va informar que era la curació de la dona costarricense Floribeth Mora d'un aneurisma cerebral terminal. Un panell de teòlegs experts del Vaticà va examinar l'evidència, va determinar que era directament atribuïble a la intercessió de Joan Pau II, i el va reconèixer com a miraculós. La següent etapa va ser per als cardenals que integren la Congregació per a les Causes dels Sants per donar la seva opinió al Papa Francesc per decidir si signar i promulgar el decret i fixar una data de canonització.
El 4 de juliol de 2013, el Papa Francesc va confirmar la seva aprovació per la canonització de Joan Pau II, reconeixent formalment el segon miracle atribuït a la seva intercessió. Va ser canonitzat juntament amb el papa Joan XXIII. La data de la canonització va ser el 27 d'abril de 2014, diumenge de la Divina Misericòrdia.
La missa de canonització per als Papes Juan Pablo II i Joan XXIII, va ser celebrada pel papa Francesc (amb el papa emèrit Benet XVI), el 27 d'abril de 2014 a la plaça de Sant Pere al Vaticà (el Papa Joan Pau havia mort a la vigília de la Divina Misericòrdia diumenge el 2005). Uns 150 cardenals i 700 biscles van concelebrar la Missa, i almenys 500.000 persones van assistir a la missa, amb un estimat de 300.000 més que veien des de les pantalles de vídeo situades al voltant de Roma.

## Crítiques i controvèrsies
Joan Pau II va ser àmpliament criticat, per una varietat de les seves opinions, incloent-hi la seva oposició a l'ordenació de les dones i l'ús de la contracepció, el seu suport al Concili Vaticà II i la seva reforma de la litúrgia, i la seva resposta a abús sexual infantil dins de l'Església.
Fou criticat per haver visitat països de règim dictatorial, per excomunicar el bisbe francès Marcel Lefebvre el 2 de juliol de 1988 (qui investí a quatre bisbes sense la seva autorització), per la canonització el 2002 del controvertit fundador de l'Opus Dei, Josemaría Escrivá de Balaguer o per la beatificació el 1998 del controvertit cardenal croat Alojzije Stepinac.

### Oposició a la seva canonització
Alguns teòlegs catòlics no estaven d'acord amb la convocatòria de la beatificació de Joan Pau II. Onze teòlegs dissidents, entre ells el professor jesuïta José María Castillo i el teòleg italià Giovanni Franzoni, van dir que la seva postura contra la contracepció i l'ordenació de les dones i els escàndols de l'Església durant el seu pontificat presentaven «fets que, segons les seves consciències i les seves conviccions, haurien de ser un obstacle a la beatificació». Alguns catòlics tradicionalistes es van oposar a la seva beatificació i canonització per les seves opinions sobre la litúrgia i la participació en la pregària amb els no cristians.

### Escàndols d'abús sexual infantil
Joan Pau II va ser criticat per representants de les víctimes d'abusos sexuals per membres del clergat per no respondre prou ràpidament a la crisi dels abusos sexuals. En la seva resposta, va afirmar que «no hi ha lloc en el sacerdoci i la vida religiosa per a aquells que perjudiquen els joves». L'Església va instituir reformes per prevenir l'abús en el futur exigint antecedents per als empleats de l'Església i, perquè una majoria significativa de víctimes eren nois, que no permetien l'ordenació dels homes amb "tendències homosexuals profundes". Ara exigeixen que les diòcesis s'enfronten a una al·legació per alertar a les autoritats, dur a terme una investigació i eliminar l'acusat del deure. L'any 2008, l'Església va afirmar que l'escàndol era un problema molt greu i va estimar que era "probablement causat per" no més de l'1% "(o 5.000) dels més de 500.000 sacerdots catòlics de tot el món.
A l'abril de 2002, Joan Pau II, tot i estar feble per la malaltia de Parkinson, va convocar tots els cardenals estatunidencs al Vaticà per debatre possibles solucions al tema de l'abús sexual a l'Església americana. Els va demanar "investigar amb diligència les acusacions". Joan Pau II va suggerir que els bisbes nord-americans fossin més oberts i transparents a l'hora d'enfrontar-se a aquests escàndols i subratllar el paper de la formació del seminari per evitar la desviació sexual entre els futurs sacerdots. En el que el The New York Times anomenà un "llenguatge extraordinàriament directe", Joan Pau va condemnar l'arrogància dels sacerdots que van provocar els escàndols:
| « | Els sacerdots i els candidats al sacerdoci solen viure en un nivell tant material com educativament superior al de les seves famílies i als membres del seu propi grup d'edat. Per tant, és molt fàcil que succeeixin a la temptació de pensar que són millors que altres. Quan això succeeix, l'ideal del servei sacerdotal i de la dedicació autodirigida es pot esvair, deixant el sacerdot insatisfet i descoratjat. | » |

El papa va llegir una declaració destinada als cardenals nord-americans, anomenant l'abús sexual «un pecat espantós» i va dir que el sacerdoci no tenia espai per a aquests homes.
El 2002, l'arquebisbe Juliusz Paetz, l'arquebisbe catòlic de Poznań, va ser acusat de molestar seminaristes. El papa Joan Pau II va acceptar la seva renúncia i va sancionar, prohibint que Paetz exercia el seu ministeri com a bisbe. Aquestes restriccions van ser aixecades el 2010 pel Papa Benet XVI.
El 2003, Joan Pau II va reiterar que «no hi ha lloc en el sacerdoci i la vida religiosa per a aquells que perjudiquen els joves» i, a l'abril de 2003, es va celebrar una conferència de tres dies, titulada "Abús de nens i joves per sacerdots i religiosos catòlics", on vuit experts psiquiàtrics no catòlics van ser convidats a parlar a prop de tots els representants del dicasteri del Vaticà. El grup d'experts es va oposar a la implementació de polítiques de "tolerància zero" tal com va ser proposat per la Conferència dels Bisbes Catòlics dels Estats Units. Un dels experts va qualificar aquestes polítiques com un "cas excessiu", ja que no permeten la flexibilitat per permetre les diferències entre els casos individuals.
El 2004, Joan Pau II va recordar que Bernard Francis Law era l'arxipresent de la Basílica Papal de Santa Maria Major a Roma. La llei havia renunciat prèviament com a arquebisbe de Boston el 2002 en resposta als casos d'abús sexual de l'Església Catòlica després de revelar documents de l'Església que suggereixen que havia ocultat abusos sexuals comesos pels sacerdots en la seva arxidiòcesi. Law va dimitir d'aquest càrrec al novembre de 2011. [314]
Joan Pau II va ser un ferm partidari de la Legió de Crist, i el 1998 va interrompre les investigacions sobre la mala conducta sexual del seu líder Marcial Maciel, que el 2005 va renunciar al seu lideratge i el Vaticà va demanar més tard que es retirés del seu ministeri.

### Controvèrsies de l'Opus Dei
Joan Pau II va ser criticat pel seu suport a la prelatura de l'Opus Dei i la canonització de 2002 del seu fundador, Josemaría Escrivá de Balaguer, a qui va nomenar «el sant de la vida ordinària». Altres moviments i organitzacions religioses de l'Església van quedar decididament sota el seu esguard, com la Legió de Crist, el Camí neocatecumenal, el Moviment Schoenstatt, el Moviment carismàtic, etc.). I va ser acusat repetidament de tenir una mà suau amb ells, especialment en el cas de Marcial Maciel, fundador de la Legió de Crist.
El 1984 Juan Pablo II va nomenar Joaquín Navarro-Valls, membre de l'Opus Dei, com a director de l'Oficina de Premsa del Vaticà. Un portaveu de l'Opus Dei afirmà que «la influència de l'Opus Dei al Vaticà ha estat exagerad ». Dels prop de 200 cardenals de l'Església catòlica, només dos són coneguts per formar part de l'Opus Dei.

### L'escàndol del Banco Ambrosiano
S'afirmà que el Papa Joan Pau tenia vincles amb el Banco Ambrosiano, un banc italià que va fer fallida l'any 1982. Al centre de la fallida del banc, el seu president, Roberto Calvi, i la seva pertinença a la il·legal Lògia Masònica Propaganda Due (P2). El Banc del Vaticà era el principal accionista del Banco Ambrosiano, i la mort del Papa Joan Pau I el 1978 es rumorejà que estava relacionada amb l'escàndol de l'Ambrosiano.
Calvi, sovint referit com «el banquer de Déu», també havia participat el banc del Vaticà, l'Institut per a les Obres de Religió, en els seus tractes, i estava a prop del bisbe Paul Marcinkus, el president del banc. L'Ambrosiano també va proporcionar fons per als partits polítics a Itàlia, tant per a la dictadura de Somoza a Nicaragua com per la seva oposició sandinista. S'ha afirmat àmpliament que el Banc del Vaticà va proporcionar diners al sindicat Solidarność a Polònia.
Calvi va utilitzar la seva complexa xarxa de bancs i empreses d'ultramar per traslladar els seus diners a Itàlia, inflar els preus de les accions i contractar préstecs sense garantia massius. El 1978, el Banc d'Itàlia va elaborar un informe sobre l'Ambrosiano on va predir un desastre futur. El 5 de juny de 1982, dues setmanes abans del col·lapse del Banc Ambrosiano, Calvi havia escrit una carta d'advertència al Papa Joan Pau II, afirmant que un esdeveniment tan proper "provocaria una catàstrofe de proporcions inimaginables en què l'Església patiria el dany més greu". El 18 de juny de 1982, el cos de Calvi va ser trobat penjat sota el pont de Blackfriars, al districte financer de Londres. La roba de Calvi es va omplir de maons i contenia un efectiu valorat en 14.000 dòlars estatunidencs, en tres monedes diferents.

### Problemes amb els tradicionalistes
A més de totes les crítiques de les exigents modernitzacions, els catòlics tradicionalistes també ho van denunciar. Aquests temes incloïen la necessitat de retornar a la Missa tridentina i el repudi de les reformes instituïdes després del Concili Vaticà II, com l'ús del llenguatge vernacle a la missa llatina de ritu romà, l'ecumenisme i el principi de llibertat religiosa. També va ser criticat per permetre i nomenar bisbes liberals en els seus veus i, per tant, promocionar silenciosament el modernisme, que va ser fermament condemnat com la «síntesi de totes les heretgies» pel seu predecessor, el Papa Sant Pius X. El 1988, el controvertit aristócrata tradicionalista Marcel Lefebvre, fundador de la Societat de Sant Pius X (1970), va ser excomunicat per Joan Pau II a causa de l'ordenació no aprovada de quatre bisbes, que va ser convocada per la Santa Seu per un "acte cismàtic".
El Dia Mundial de Pregària per la Pau, amb una reunió a Assís, Itàlia, el 1986, en què el Papa va resar només amb els cristians, va ser criticat per donar la impressió que el sincretisme i la indiferència es van abraçar obertament pel Magisteri papal. Quan es va celebrar un segon "Dia de la pregària per la pau al món", el 2002 va ser condemnat a confondre els laics i comprometre's amb les falses religions. També es va criticar el seu petó de l'Alcorà a Damasc, Síria, en un dels seus viatges el 6 de maig de 2001. El seu crit a la llibertat religiosa no sempre va ser recolzat; bisbes com Antônio de Castro Mayer va promoure la tolerància religiosa, però alhora va rebutjar el principi de la llibertat religiosa del Vaticà II com a liberalista i ja va ser condemnat pel papa Pius IX en el seu Syllabus errorum (1864) i en el Primer Concili Vaticà.
Alguns catòlics s'oposaren a la seva beatificació i canonització pels motius anteriors.

### Religió i SIDA
La posició de Joan Pau contra el control de la natalitat artificial, inclòs l'ús de preservatius per prevenir la propagació del VIH, va ser durament criticada per metges i activistes de la SIDA, els quals van afirmar que va provocar innombrables morts i milions d'orfes de la SIDA. Els crítics també han afirmat que les famílies nombroses són causades per la manca d'anticoncepció i agreugen la pobresa i els problemes del Tercer Món com els nens del carrer a Amèrica del Sud. L'Agència Catòlica per al Desenvolupament a Ultramar va publicar un article en el qual deia: «Qualsevol estratègia que permeti a una persona passar d'un risc més alt cap a la part inferior del continu, [creiem que] és una estratègia de reducció de risc vàlida».

### Programes socials
Hi va haver una forta crítica al Papa per la controvèrsia que envoltava la suposada utilització de programes socials de caritat com a mitjà de convertir les persones del Tercer Món al catolicisme. El papa va crear una revolta al subcontinent indi quan va suggerir que es donaria una gran collita de fe al subcontinent en el tercer mil·lenni cristià.

### Ian Paisley
El 1988, quan el Papa Joan Pau II va pronunciar un discurs al Parlament Europeu, Ian Paisley, el líder del Partit Unionista Democràtic i moderador de l'Església Presbiteriana Lliure de l'Ulster, va cridar «Et denuncio com a l'Anticrist!», i va exhibir una pancarta vermella on es llegia "Papa Joan Pau II ANTICRIST". Otto von Habsburg (l'últim príncep hereu d'Àustria-Hongria), eurodiputat per a Alemanya, va arrabassar la pancarta de Paisley, la va trencar i, juntament amb altres eurodiputats, va ajudar a expulsar-lo de la cambra. El papa continuà amb el seu discurs després que Paisley hagués estat expulsat.

### Les aparicions de Međugorje
Algunes cites sobre les aparicions de Međugorje, a Bòsnia i Hercegovina, s'han atribuït a Joan Pau II. El 1998, quan un alemany va recollir diverses declaracions que suposadament havien fet el Papa i el cardenal Ratzinger, i les va enviar al Vaticà en forma d'un memoràndum, Ratzinger va respondre per escrit el 22 de juliol de 1998: «L'únic el que puc dir en referència a les declaracions sobre Međugorje atribuïdes al Sant Pare i a mi és que són una absoluta invenció».

## La Relíquia robada

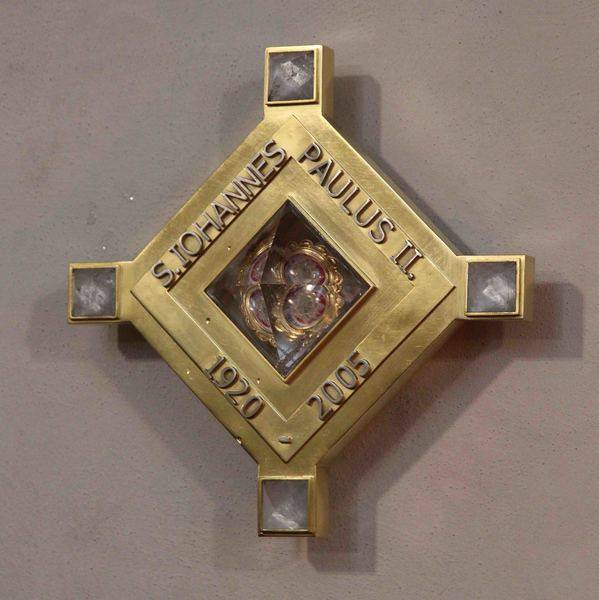
Relicari amb sang de Joan Pau II, conservat a Paderborn

El 27 de gener de 2014, es va informar que havia estat robada una relíquia de Joan Pau II, un vial que contenia gotes de sang, de l'església de San Pere de la Ienca al nord de l'Aquila, a la regió muntanyosa dels Abruços de la Itàlia central, una regió on li agradava anar de vacances a esquiar. El cardenal Dziwisz havia donat prèviament el vial a l'església en reconeixement de les seves connexions amb el pontífex. Com que només hi ha tres relíquies que contenen la seva sang, pocs o cap altre objecte va veure molestat, i seria difícil de vendre, la policia italiana investigadora creu que va ser un robatori comissionat i va especular que la sang podria ser utilitzada en ritus satànics. El robatori va provocar una gran recerca dels culpables. Dos homes van confessar el delicte, i el 30 de gener es va recuperar un relicari de ferro i una creu robada, però no la reliquia, van ser recuperades a una planta de rehabilitació de drogaadictes a L'Aquila; la sang es va recuperar poc després de les papereres a prop d'on s'havia trobat el reliquiari.

## Vida personal
Després d'haver jugat com a porter, Joan Pau II era un seguidor de l'equip de futbol anglès Liverpool, on el seu compatriota Jerzy Dudek jugava en la mateixa posició.

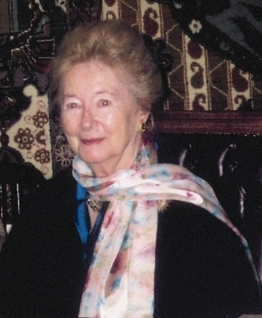
Anna-Teresa Tymieniecka.

El 1973, quan encara era l'arquebisbe de Cracòvia, Karol Wojtyła es va fer amic d'una filòsofa nord-americana nascuda a Polònia, Anna-Teresa Tymieniecka. L'amistat de trenta-dos anys (i una col·laboració acadèmica ocasional) va durar fins a la seva mort. Va ser la seva amfitriona quan va visitar Nova Anglaterra el 1976 i les fotografies els mostren junts fent esquí i els viatges d'acampada. Les cartes que li va escriure eren part d'una col·lecció de documents comercialitzats per la propietat de Tymieniecka el 2008 a la Biblioteca Nacional de Polònia. Segons la BBC, la biblioteca havia mantingut inicialment les cartes fora de la vista pública, en part a causa del procés de beatificació de Joan Pau, però el febrer de 2016, un funcionari de la biblioteca va anunciar que les cartes serien publicades. Al febrer de 2016, el programa documental de la BBC Panorama va informar que Joan Pau II tenia aparentment una "estreta relació" amb la filòsofa nascuda a Polònia. La parella va intercanviar cartes personals durant més de 30 anys, i Tymieniecka li va dir a Wojtyła que l'estimava. El Vaticà va descriure el documental com "més fum que miralls", i Tymieniecka va negar la seva implicació amb Joan Pau II
Els escriptors Carl Bernstein, el veterà periodista d'investigació de l'escàndol Watergate i l'expert vaticà Marco Politi, van ser els primers periodistes a parlar amb Anna-Teresa Tymieniecka en els anys noranta sobre la seva importància en la vida de Joan Pau. Van entrevistar-la i li van dedicar 20 pàgines al seu llibre de 1996 "Sa Santedat". Bernstein i Politi, fins i tot, li van preguntar si alguna vegada havia desenvolupat alguna relació romàntica amb Joan Pau II, «Tanmateix, per un costat sol podria haver estat». Ella va respondre: «No, mai em vaig enamorar del cardenal. Com podria enamorar-me d'un clergue de mitja edat? A més, sóc una dona casada».

## Registre del Pontifici
- Tercer pontificat més llarg de la història.
- 3 Llibres escrits.
- 6 Sínodes de Bisbe realitzats.
- 6 Ingressos hospitalaris.
- 9 Consistoris.
- 11 Constitucions Apostòliques.
- 14 Encícliques.
- 14 Exhortacions Apostòliques.
- 28 Motu proprio.
- 52 Cerimònies de canonització.
- 77 Matrimonis comunitaris celebrats.
- 104 Viatges.
- 129 Nacions visitades.
- 145 Cerimònies de beatificació.
- 226 Primers Ministres rebuts en audiència.
- 232 Cardenals creats.
- 274 Uncions de malalts.
- 300 Confessions.
- 301 Parròquies visitades.
- 321 Bisbes ordenats.
- 482 Sants proclamats.
- 697 Ciutats visitades.
- 703 Entrevistes amb Caps d'Estats.
- 740 Visites a la Diòcesi de Roma.
- 1060 Audiències públiques.
- 1339 Beats proclamats.
- 1378 Baptismes administrats.
- 1595 Confirmacions.
- 2125 Sacerdots ordenats.
- 2412 Discursos pronunciats.
- 1.163,865 km de viatge.

## Discografia
Joan Pau II és el Papa que més ha utilitzat els mitjans fonogràfics per a difondre el seu missatge, bé en forma de discursos, oracions (com el Rosari) i cants gregorians entonats per ell mateix. A continuació es mostra una relació aproximada de les seues gravacions, totes en format de CD.
| Any de publicació | Títol                      | Discogràfica       |
| 1994              | Rosary (Rosari)            | Sony International |
| 1994              | Rosary (francès)           | Sony International |
| 1994              | Rosary (anglès i castellà) | Sony International |
| 1994              | Rosary (llatí)             | Sony International |
| 1995              | Rosary (portugués)         | Sony International |
| 1999              | Abba Pater                 | Sony International |
| 2003              | Mai Più La Guerra          | EMI Music          |

A continuació es mostra una altra relació de la discografia sobre Sa Santedat Joan Pau II.
| Any de Publicació | Títol                                                      | Intérpret           | Discogràfica      |
| 1989              | Cantos Religiosos y Bendición Papal                        | Diversos Intèrprets | Orfeón Discos     |
| 1995              | Papal Blessing/Ave Maria                                   | Diversos Intèrprets | Gateway Records   |
| 1998              | Poems From The Pope                                        | Vittorio Gassman    | Sourdough Records |
| 1999              | From Rome To America                                       | Diversos Intèrprets | Sourdough Records |
| 2000              | The Gold Collection: Sings the Poetry of Pope John Paul II | Sarah Vaughn        | Fine Tune         |

## Encícliques
- Ecclesia de Eucharistia, (17 d'abril de 2003)
- Fides et Ratio (14 de setembre de 1998)
- Ut Unum Sint (25 de maig de 1995)
- Evangelium Vitae (25 de març de 1995)
- Veritatis Splendor (6 d'agost de 1993)
- Centesimus Annus (1 de maig de 1991)
- Redemptoris Missio (7 de desembre de 1990)
- Sollicitudo Rei Socialis (30 de desembre de 1987)
- Redemptoris Mater (25 de maig de 1987)
- Dominum et Vivificantem (18 de maig de 1986)
- Slavorum Apostoli (2 de juny de 1985)
- Laborem Exercens (14 de setembre de 1981)
- Dives in Misericordia (30 de novembre de 1980)
- Redemptor Hominis (4 de març de 1979)

## Honors
Orde Olímpic d'or